# Route 138 (Québec)
Pour les articles homonymes, voir Route 138.
La route 138 (R-138) est une route nationale québécoise et l'une des plus anciennes routes du Canada. Elle suit une orientation est / ouest et est située en grande partie sur la rive nord du fleuve Saint-Laurent. Elle dessert les régions de la Montérégie, de Montréal, de Lanaudière, de la Mauricie, de la Capitale-Nationale et de la Côte-Nord. Elle est la seconde route la plus longue du Québec, avec une longueur de 1 420 km depuis son prolongement vers Kegaska, en 2013.
La route 138 est parallèle à l'A-40 entre Montréal et Québec. Cette partie de la route 138 est connue sous le nom de « Chemin du Roy » et elle conserve une fonction touristique et de desserte locale. Son parcours est plus panoramique que l'A-40, qui est par contre plus directe.

## Historique

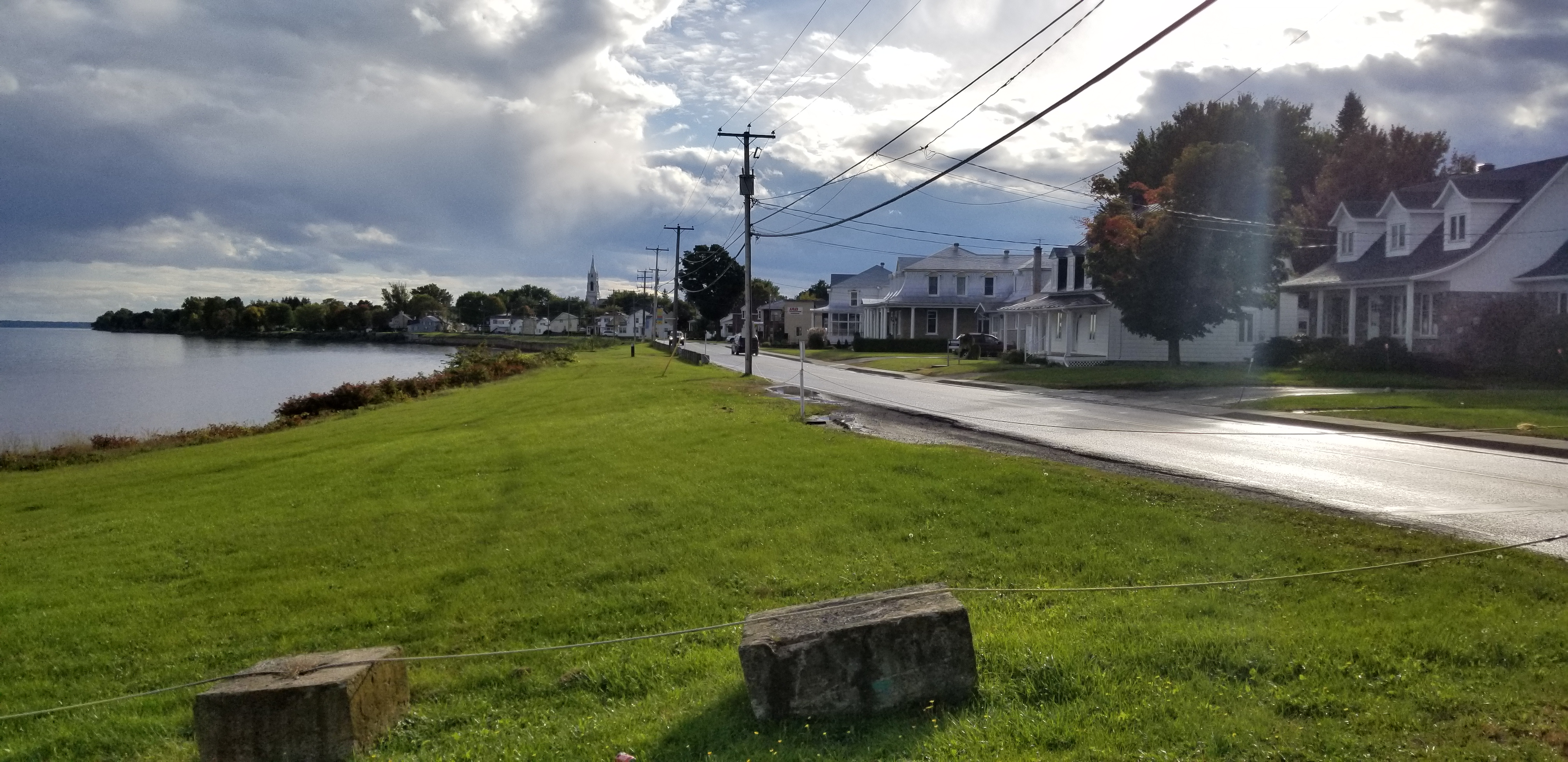
La route 138 longe le Saint-Laurent à Batiscan, située à une trentaine de kilomètres à l'est de Trois-Rivières.

La construction du premier tronçon de la route 138 a commencé en 1731 afin de relier les différentes seigneuries établies sur la rive nord du fleuve Saint-Laurent entre Montréal et Québec. La route a été construite en six ans dans le cadre de «corvées du Roy», auxquelles les habitants riverains devaient participer, d'où le nom de «chemin du Roy», qui désigne encore cette route près de trois siècles plus tard. Au moment de son ouverture, le trajet de 280 km prenait quatre jours en calèche ou deux jours pour un cheval au galop. Des postes relais avaient été aménagés le long de la route afin de faciliter les déplacements.
Le chemin du Roy conserve son rôle de route principale jusqu'à l'ouverture de l'A-20 et de l'A-40, dont la construction a été complétée dans les années 1980. En juillet 1967, elle sert de décor à la visite triomphale du président français Charles de Gaulle au Québec.
Sur la Côte-Nord, la route 138 est construite par étapes tout au long du XXe siècle, permettant de désenclaver graduellement des différents villages bordant le Saint-Laurent. La route, alors connue sous l'appellation route 15 relie d'abord Tadoussac, sur le bord de la rivière Saguenay à Portneuf-sur-Mer à compter de 1931. Elle est prolongée jusqu'à Baie-Comeau en 1943 et jusqu'à la rivière Moisie, à une vingtaine de kilomètres à l'est de Sept-Îles en 1961.

### De la rivière Moisie àKegaska
Jusqu’en 1976, il n'existe pas de route en continue pour se rendre plus à l'est que la rivière Moisie. Seuls des bouts de chemins relient quelques villages côtiers entre eux. Par exemple, Natashquan se connecte à Aguanish par un chemin de terre (1959).
Le franchissement de la rivière Moisie se révèle toutefois une tâche complexe en raison de la nature sablonneuse des sols, ce qui retarde le prolongement de la route vers la Minganie. Avec l'ouverture du pont sur la Moisie, la route atteint Havre-Saint-Pierre en 1976.
Huit années de travaux sont nécessaires pour prolonger la route de 150 km vers l'est, repoussant le terminus oriental de la route au village Innu de Nutashkuan en 1996. Un autre tronçon d'une quarantaine de kilomètres a été ouvert à la circulation avec la construction d'un pont franchissant la rivière Natashquan en septembre 2013, repoussant le terminus au village de Kegaska.
En 1984, pour commémorer le 450e anniversaire de la venue de Jacques Cartier en Nouvelle-France, la Commission de toponymie donne le nom de route Jacques-Cartier à la partie de la route 138 située à l'est de la rivière Saguenay, de Tadoussac à Havre-Saint-Pierre,.

## Photos

Route Jacques-Cartier - Route 138 Est - Route des Baleines 1976
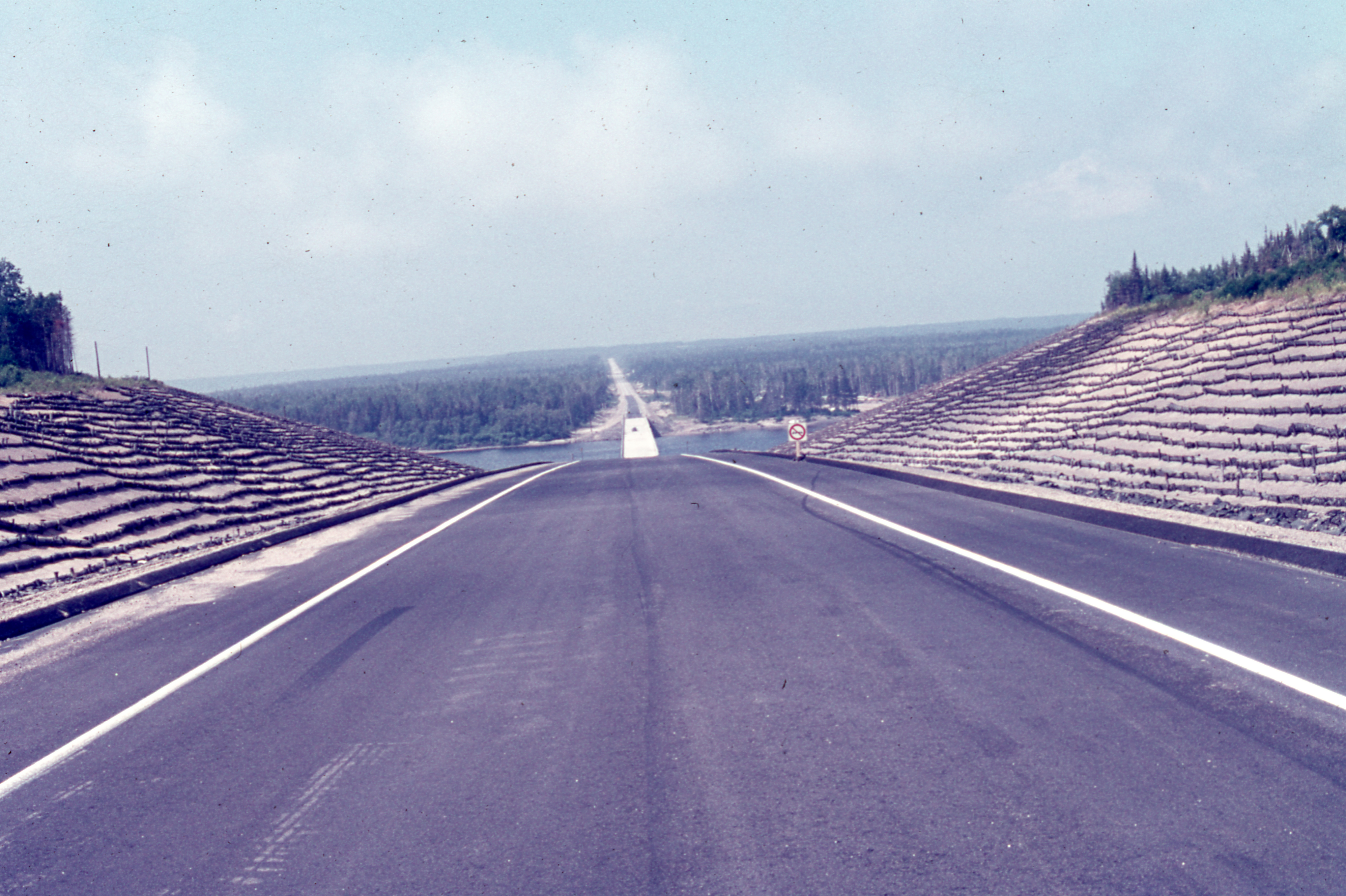
Pont Donald-Gallienne enjambant la rivière Moisie, à partir du hameau Matamec, direction Moisie
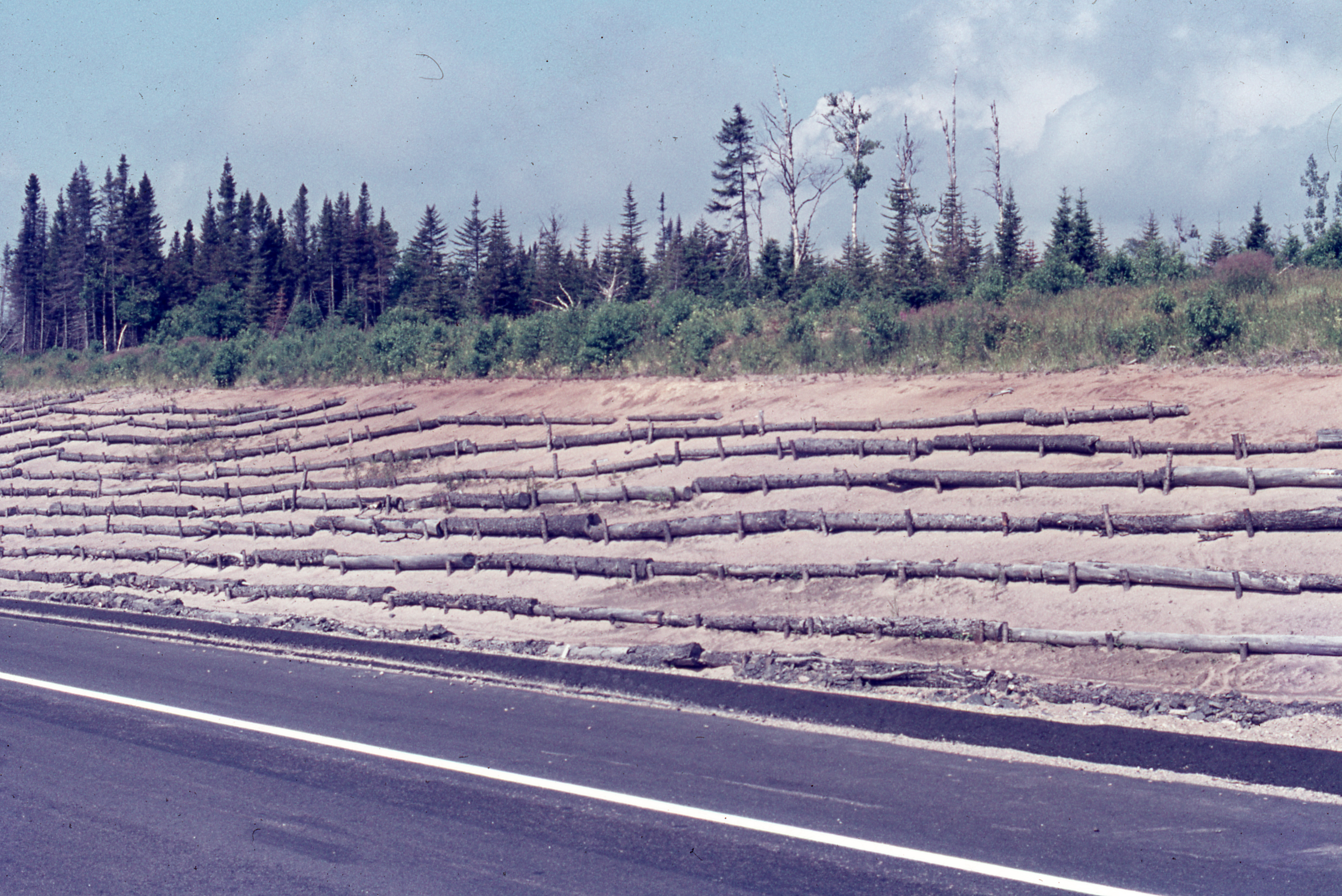
Remblais de la route nº 138, hameau Matamec
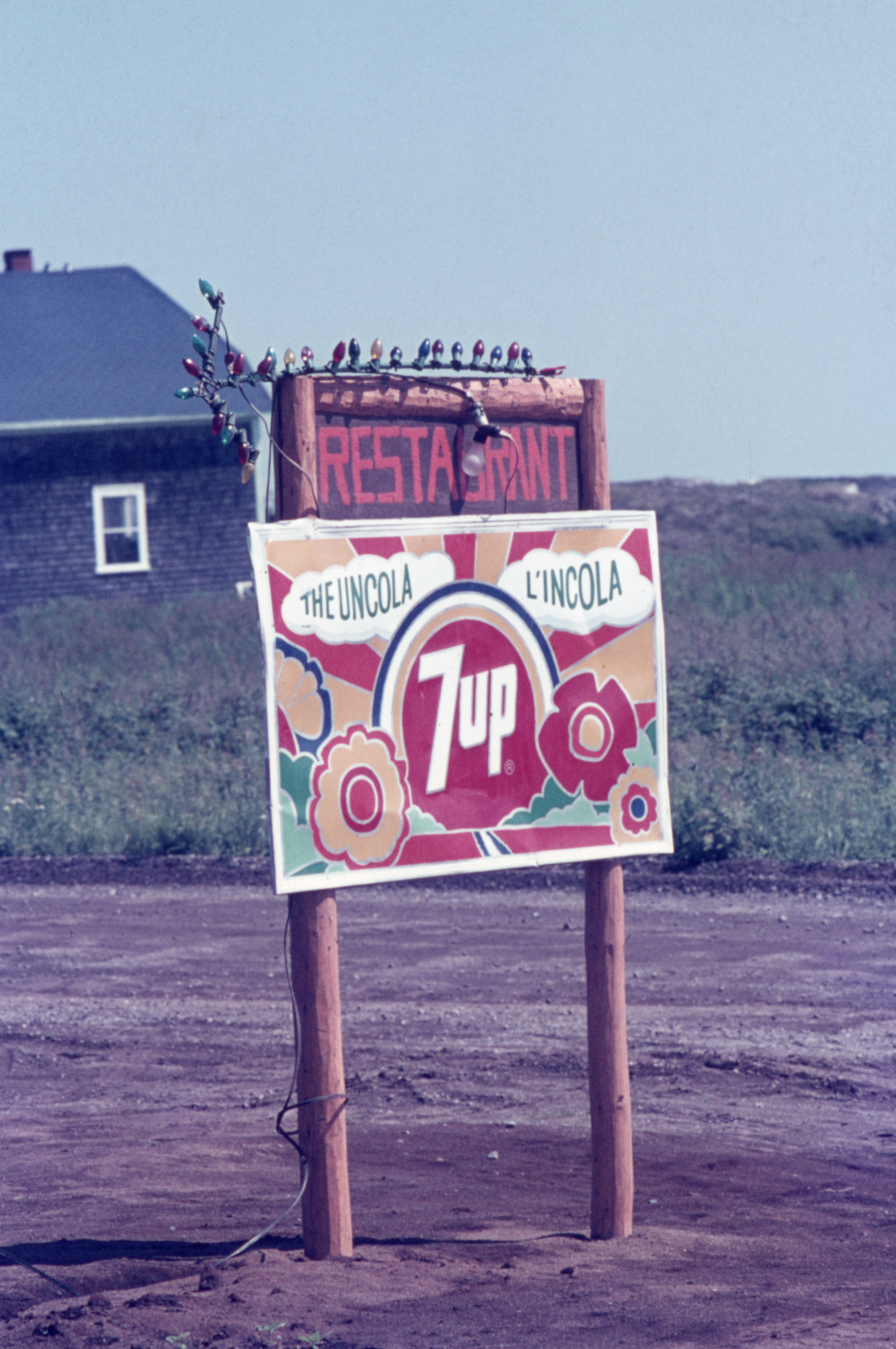
Enseigne de restaurant
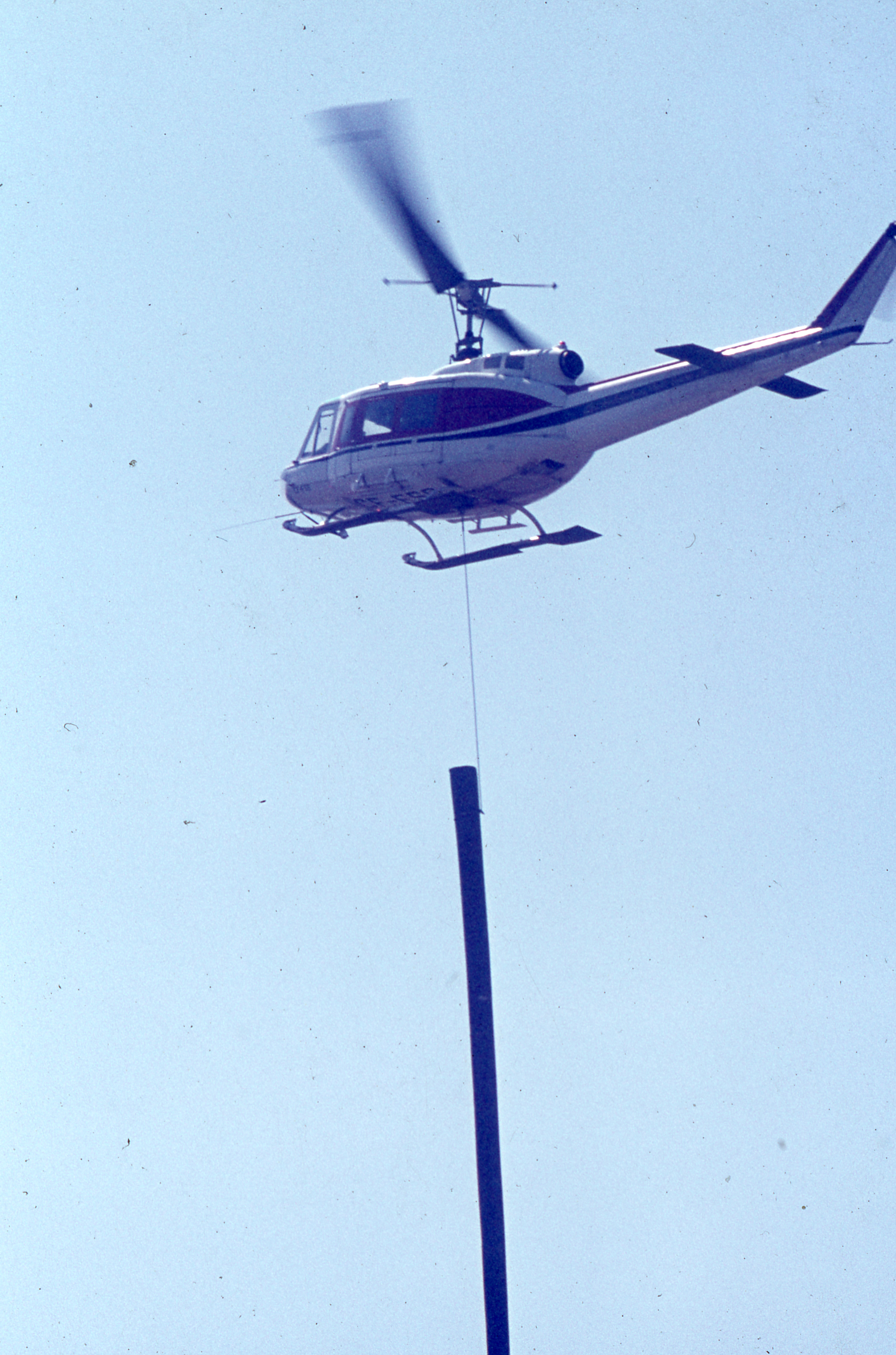
Transport de poteau par hélicoptère

## Tracé
La route 138 commence à la frontière de l'État de New York, au sud-ouest de Montréal sur la rive sud du fleuve Saint-Laurent, comme la continuité de la route 30 de l'État de New York.
Elle traverse le fleuve Saint-Laurent sur le pont Honoré-Mercier entre Kahnawake et Montréal durant laquelle elle possède le gabarit d'une autoroute, jusqu'à son intersection avec l'A-20 à l'échangeur Saint-Pierre.
Après une très courte superposition de la route 138 avec l'A-20, la route 138 parcourt la ville de Montréal sous le nom de rue Sherbrooke, entre le boulevard Cavendish dans Notre-Dame-de-Grâce et le pont Pierre Le Gardeur à Pointe-aux-Trembles.
À cet endroit, elle quitte l'Île de Montréal en traversant la rivière des Prairies sur le pont Pierre Le Gardeur pour arriver à Repentigny sur la rive nord du fleuve. De Repentigny à Trois-Rivières, elle porte le nom de rue Notre-Dame dans la majorité des municipalités qu'elle traverse.
Elle poursuit son chemin vers l'est, traverse Trois-Rivières et atteint Québec. Elle traverse la capitale québécoise en empruntant le boulevard Wilfrid-Hamel, l'avenue Eugène-Lamontagne, la 18e rue et le boulevard Sainte-Anne. Sous ce dernier nom, elle traverse toute la côte de Beaupré de Boischatel à Beaupré.

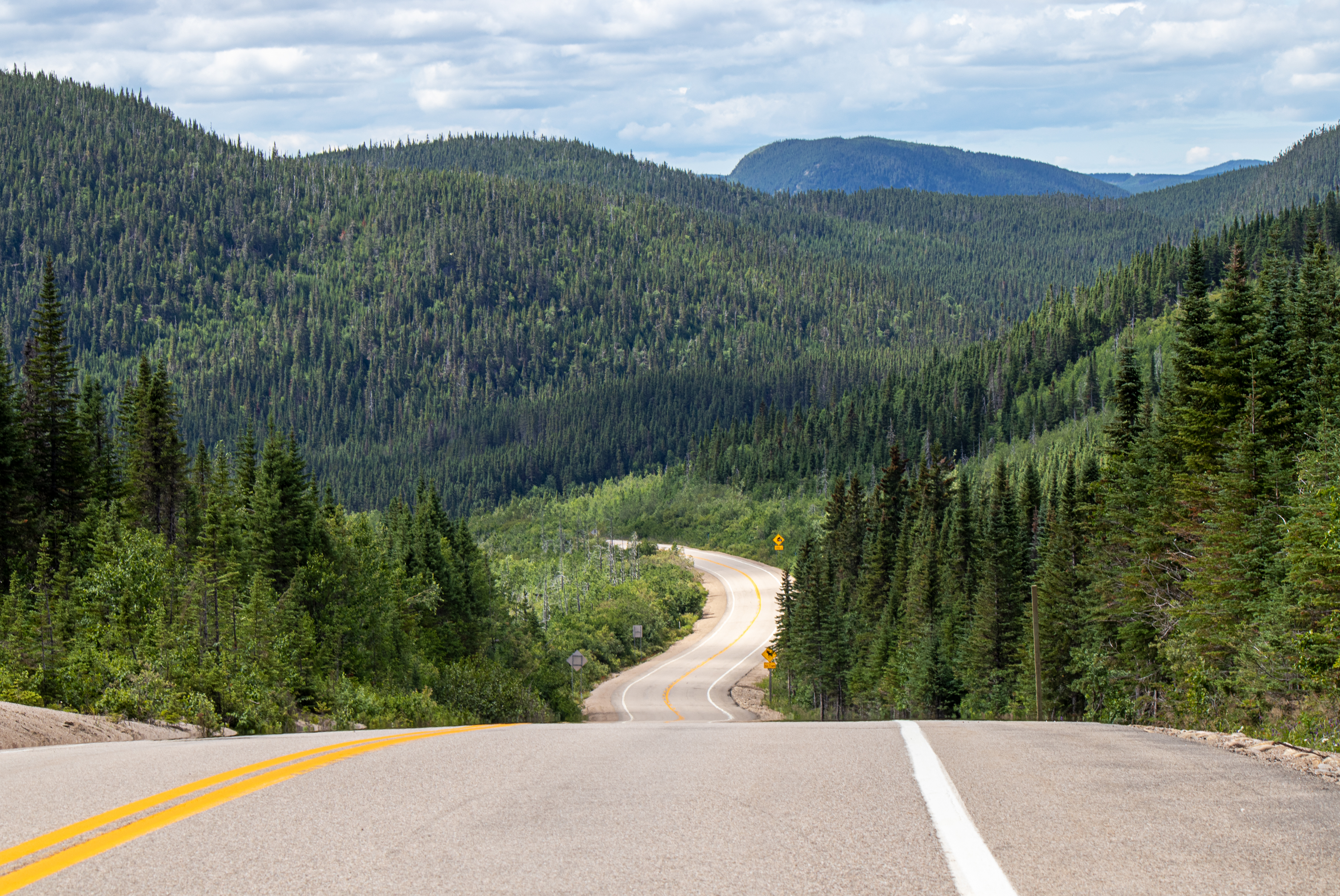
La route 138 dans la Zec des Martres

De là, la section qui s'élève vers Saint-Tite-des-Caps, à plus de 700 mètres, est populairement appelée la côte de la Miche et a été construite en 1953. La route 138 donne ensuite accès à la région touristique de Charlevoix et à ses deux plus grandes municipalités, Baie-Saint-Paul et La Malbaie. La route 138 traverse ce terrain montagneux en suivant le relief, ce qui donne lieu à des paysages spectaculaires sur une distance d'environ 150 kilomètres.

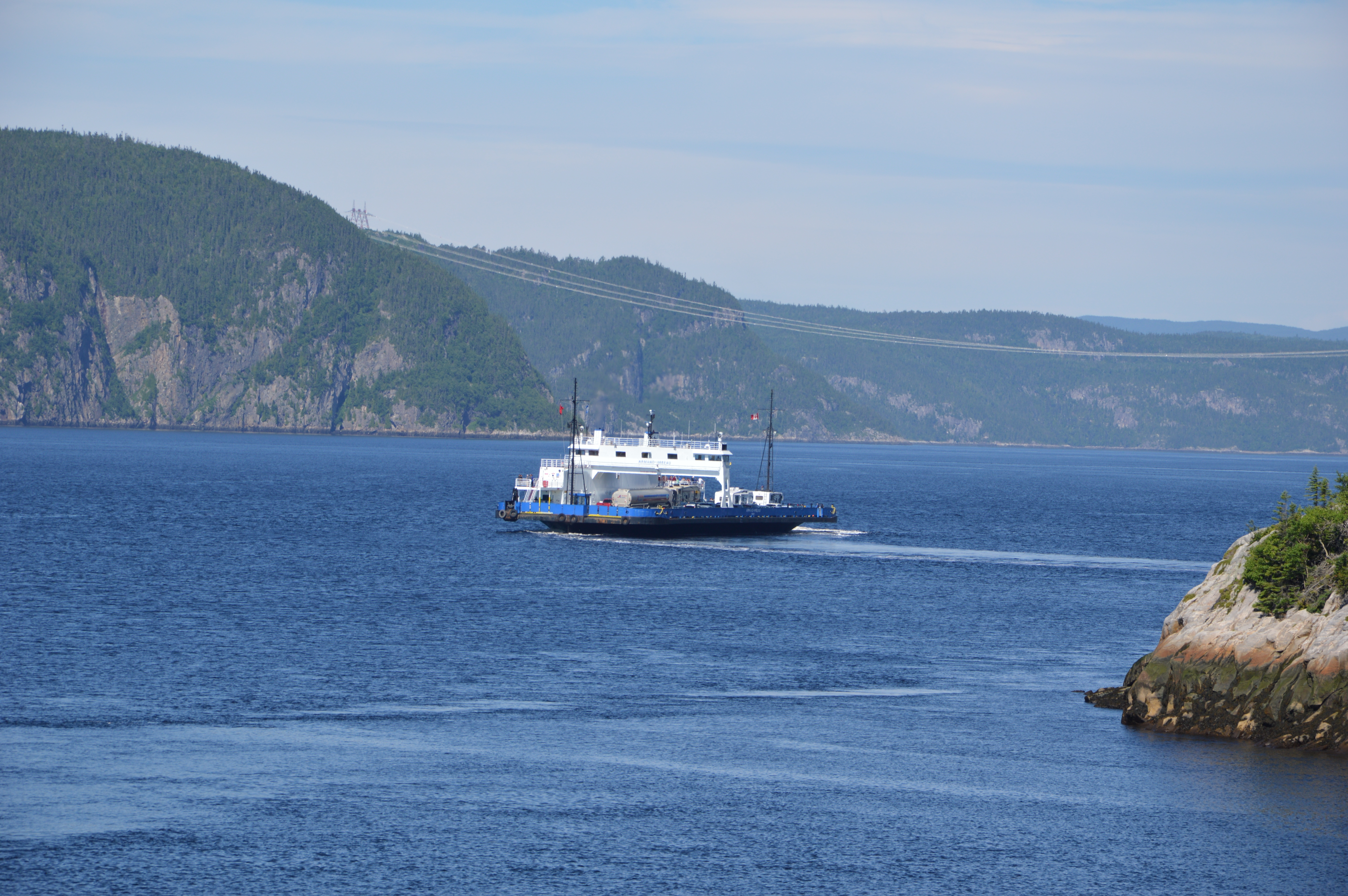
Un service de traversier gratuit permet de franchir la rivière Saguenay entre les municipalités de Baie-Sainte-Catherine et de Tadoussac.

Plus à l'est, elle rencontre la rivière Saguenay à Baie-Sainte-Catherine, où il n'y a pas de pont pour la traverser. Il faut emprunter un traversier pour franchir la rivière et atteindre la municipalité de Tadoussac, point d'entrée de la Côte-Nord. Le service de bateau passeur est assuré gratuitement par deux navires de la Société des traversiers du Québec, le NM Armand-Imbeau II et le NM Jos-Deschênes II. Les moteurs des deux navires, qui ont une capacité de transport de 113 véhicules aux 20 minutes, sont principalement alimentés au gaz naturel liquéfié. Construits au chantier maritime Davie de Lévis, ils sont en service à la traverse Tadoussac-Baie-Sainte-Catherine depuis 2018.
La route poursuit sa course vers l'est en reliant une série de municipalités réparties le long de la côte. La route s'adapte au relief accidenté de la région en suivant une trajectoire sinueuse et par le croisement de dizaines de ponts qui permettent de franchir les cours d'eau qui se jettent dans le golfe du Saint-Laurent. Se succèdent les communautés des Escoumins, de Forestville et la communauté innue de Pessamit, pour rejoindre la ville de Baie-Comeau, où elle franchit les rivières aux Outardes et Manicouagan.

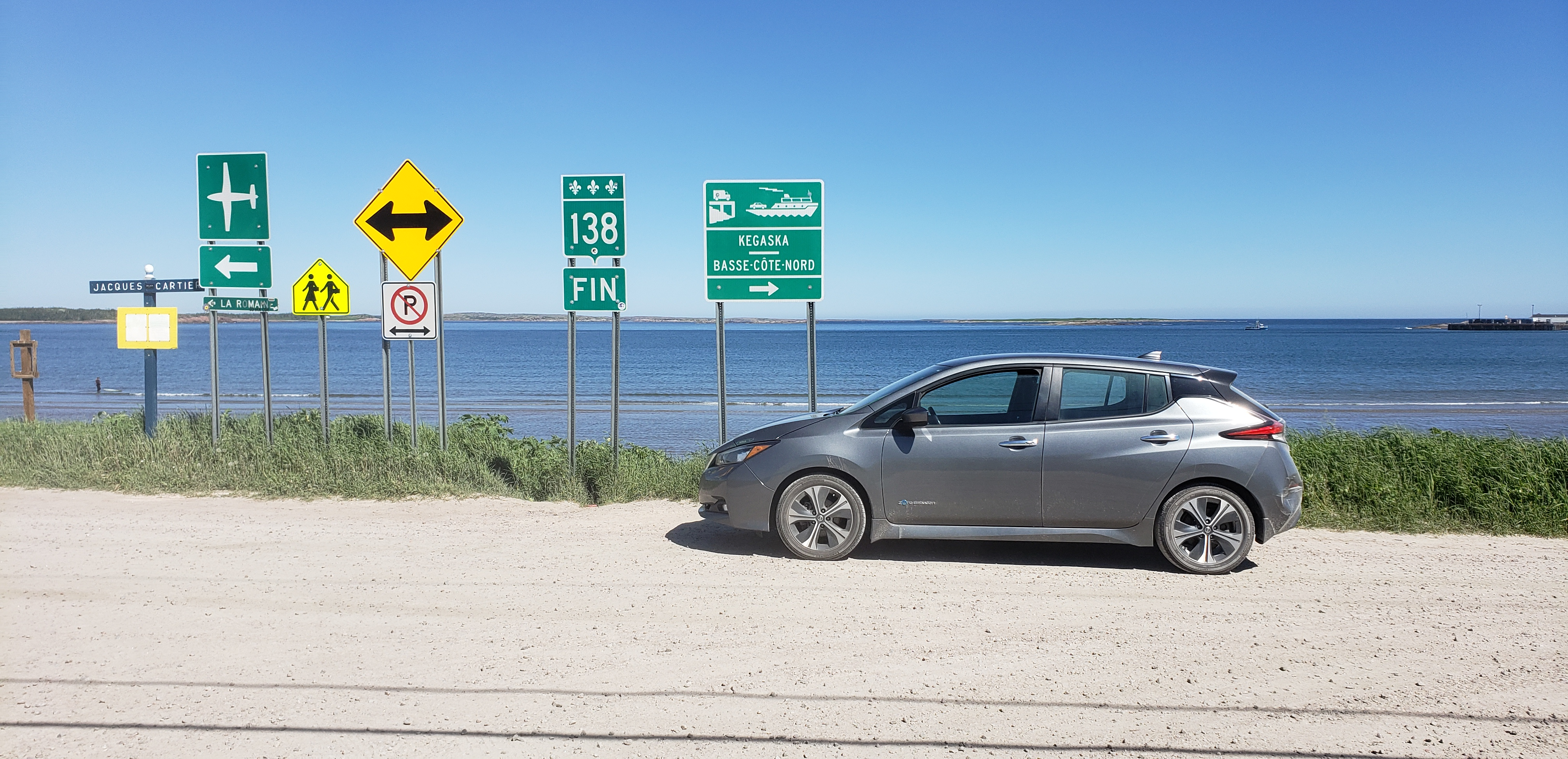
Panneau indiquant l'extrémité est de la route 138 à Kegaska, sur le bord du golfe du Saint-Laurent.

Depuis 2013, la route 138 se termine à Côte-Nord-du-Golfe-du-Saint-Laurent (secteur Kegaska), sur la Basse-Côte-Nord. Le périple le long de la route 138 jusqu'à son terminus oriental est devenu une activité touristique pratiquée par de nombreux Québécois. L'affluence de touristes oblige le MTQ à remplacer périodiquement les panneaux de signalisation au bout de la route, parce qu'ils sont couverts d'autocollants.
Toutefois, il existe un tronçon long de 69 km à l'extrémité est de la Basse-Côte-Nord entre les municipalités de Bonne-Espérance (village de Vieux-Fort) et Blanc-Sablon (portant le nom de Boulevard Docteur-Camille-Marcoux) se rendant ainsi à la frontière de Terre-Neuve-et-Labrador où la route 138 se connecte à la route 510. Pour relier le reste du Québec, à partir de Blanc-Sablon, il est possible d'emprunter sur 1 128 km la Translabradorienne via la route 510 qui relie Wabush à la limite du Labrador et du Québec; puis la route 389 de 594 km reliant Wabush et Baie-Comeau au Québec, en passant du côté est du réservoir Manicouagan. Ce trajet par le nord (entre Baie-Comeau et Blanc-Sablon) est de 1 722 km.

## Véhicules électriques
Malgré les distances importantes entre plusieurs communautés de la Côte-Nord, en particulier à l'est de Sept-Îles, il est possible de circuler et de recharger les véhicules électriques sur toute la longueur de la route 138. En 2016, la comédienne Christine Beaulieu avait fait le voyage jusqu'à Havre-Saint-Pierre en Nissan Leaf de première génération – avec une autonomie de 140 km – pour visiter le complexe hydroélectrique de la Romaine. Un couple de journalistes a constaté en 2020 que les villes d'importance de la région étaient toutes dotées de bornes de recharge rapide à courant continu de 50 kW du Circuit électrique et que chaque village disposait d'au moins un chargeur public de 240 volt.

## Projets futurs
La presque totalité de la Basse-Côte-Nord n'est toujours pas reliée par la route au reste du réseau routier du Québec. Plus de 400 kilomètres de route séparent le terminus actuel de la route et la communauté de Blanc-Sablon, située à la frontière avec le Labrador.
Le 31 mai 2011, le gouvernement du Québec a annoncé un investissement de 122 millions $ pour compléter d'ici 2016 trois segments de la route 138 totalisant 100 km. Ces travaux devaient permettre de relier Kegaska à La Romaine, La Tabatière et Tête-à-la-Baleine et un tronçon de 20 km sera construit à l'ouest de Pakuashipi. Il était aussi prévu d'inclure la construction d'un pont sur la rivière Saint-Augustin dans le prochain plan quinquennal du ministère des Transports.
En 2013, le gouvernement du Québec met un terme à l'entente avec la corporation Patakan, à qui elle avait confié la gestion du projet de prolongement de la route, en raison de plusieurs problèmes de gestion et du non-paiement de certains fournisseurs. Au moment de l'arrêt des travaux, 12 km de route avaient été complétés pour un investissement de 45,5 millions $.
La construction de deux tronçons de la route 138 (Kegaska – La Romaine et Tête-à-la-Baleine – La Tabatière) devait commencer en 2019. Un montant total de 232 millions $ avait été consacré à ce projet dans le budget 2018. Les travaux de construction débutent en août 2021, avec un premier prolongement de 11 km entre l'aéroport de La Romaine et la rivière Washicoutai (en). Les travaux de construction sur ce tronçon ont été confiés à la communauté innue de Unamen Shipu.

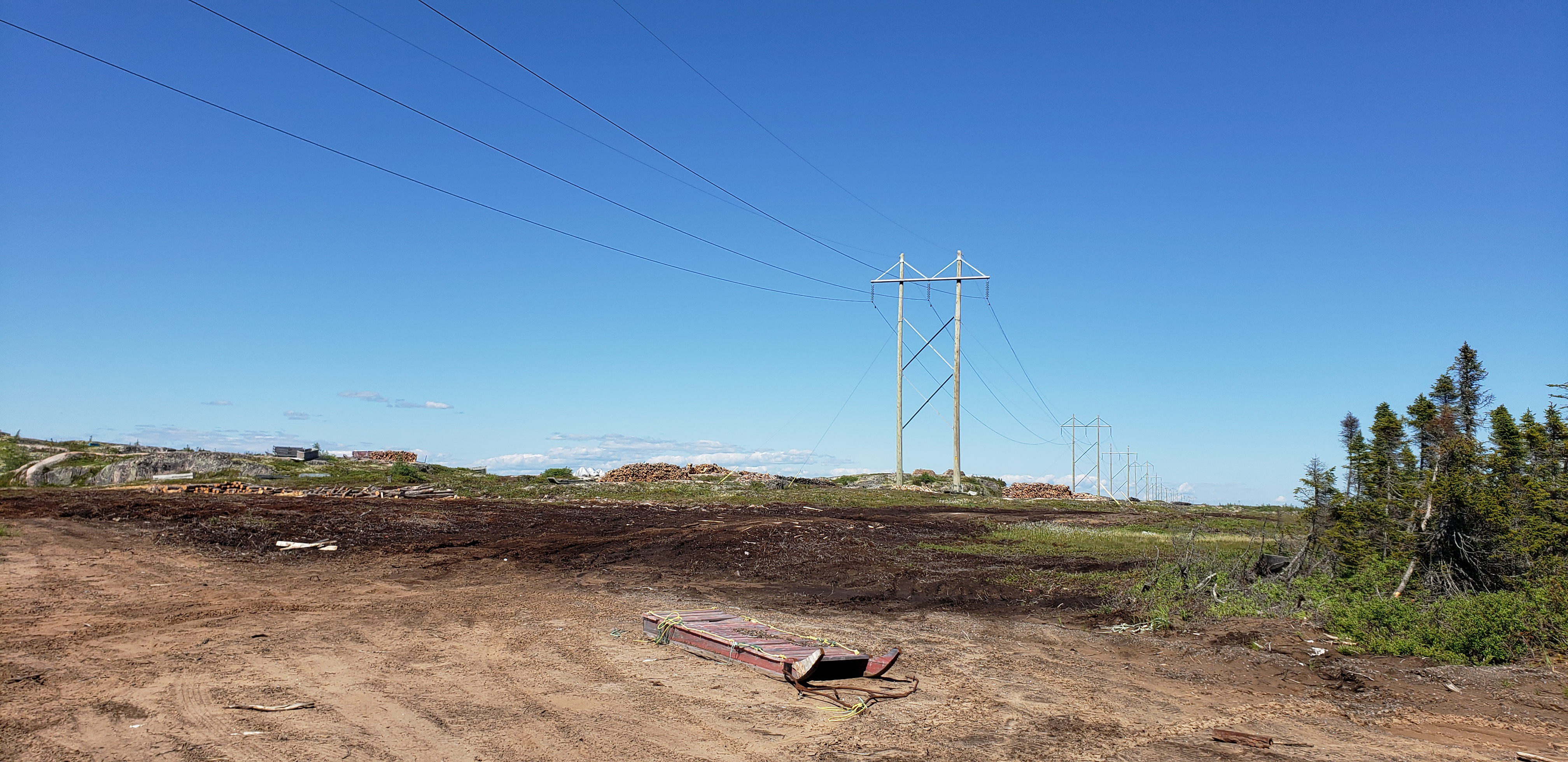
La route 138 sera prolongée entre Kegaska et La Romaine d'ici 2025. Ce tronçon de 48.8 km longera la ligne électrique mise en service en 2022.

Dans le cadre de ce nouveau projet de prolongement, le gouvernement entend construire deux tronçons: le premier reliera Kegaska et La Romaine sur une distance d'un peu moins de 49 km, alors que le second reliera les communautés isolées de Tête-à-la-Baleine et La Tabatière, sur environ 30 km. Le projet de trois ans d'une valeur de 695,5 millions $ comprend l'érection de 13 ouvrages d'art sur le premier tronçon et de 5 ponts sur le second.
Les travaux de prolongement coïncident avec l'érection d'une ligne de distribution électrique reliant Natashquan et La Romaine qui emprunte sensiblement le même tracé que celui du prolongement de la route nationale. La nouvelle ligne à 34,5 kV a été mise en service en mars 2022.

## Frontière internationale

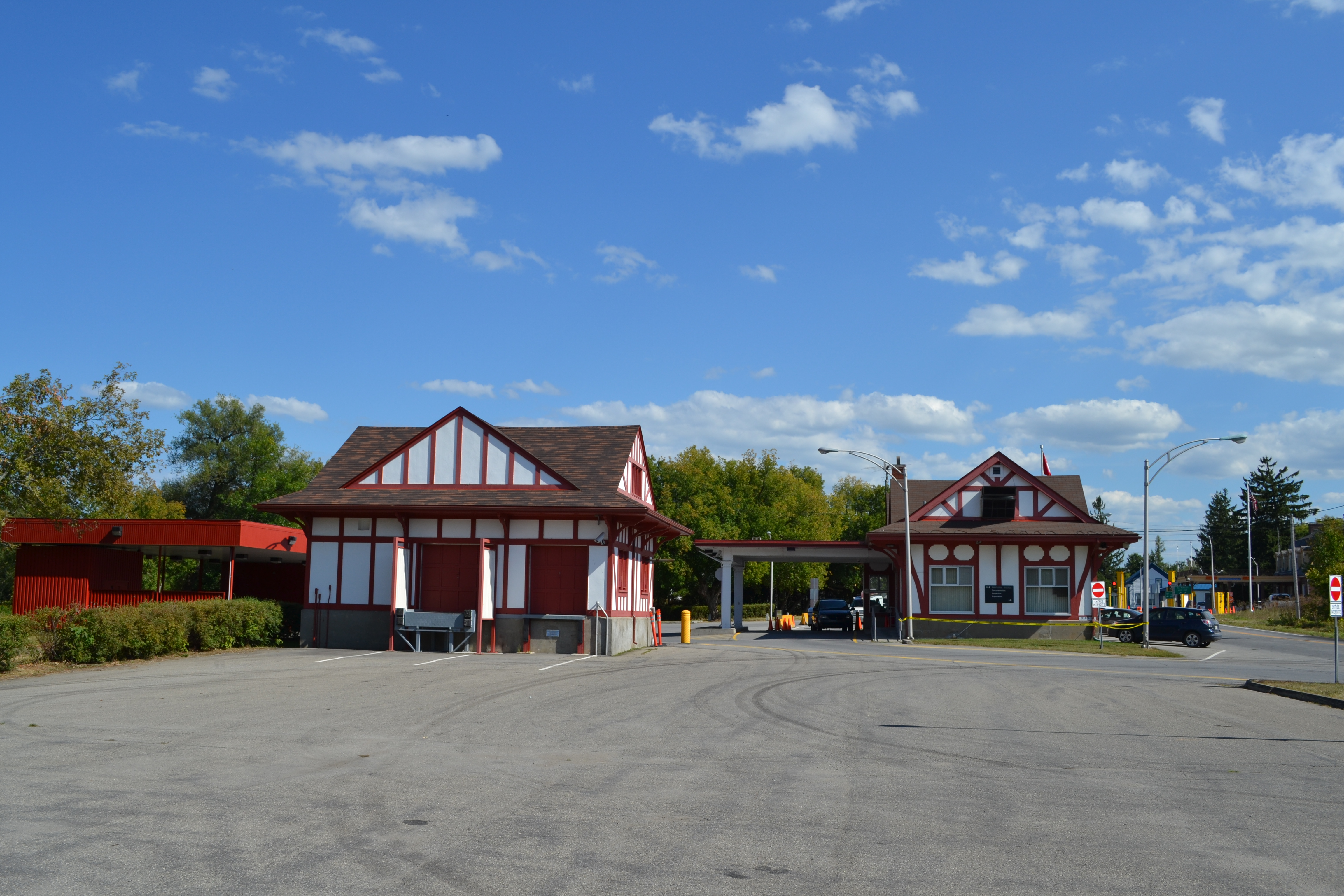
Le poste frontière de l'Agence des services frontaliers du Canada à Godmanchester, à la limite de l'État de New York.

À son extrémité sud, à Elgin, la route 138 relie le Québec à l'État de New York, aux États-Unis d'Amérique. À la frontière, la 138 devient le New York State Highway 30. On entre aux États-Unis par le petit hameau de Trout River, faisant partie de la municipalité de Constable, dans le comté de Franklin. Le poste frontalier est ouvert à l'année, 24/7, et compte deux voies. Du côté américain, la ville la plus proche est Malone, à 18 km au sud.

## Localités traversées (de l'ouest vers l'est)
Liste des municipalités dont le territoire est traversé par la route 138, regroupées par municipalité régionale de comté (MRC).

### Montérégie

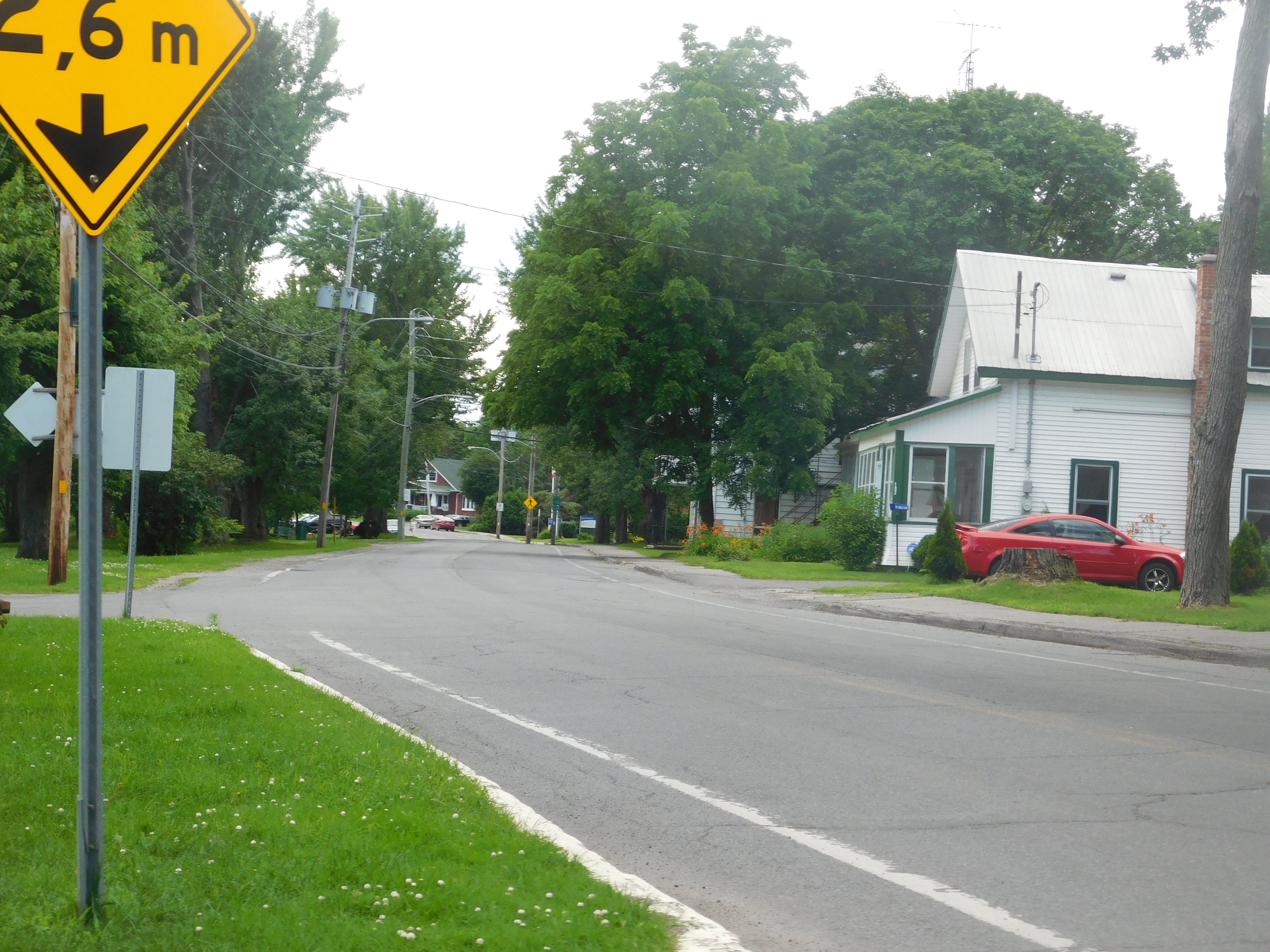
La route 138 à Huntingdon

Le Haut-Saint-Laurent
- Elgin
- Godmanchester
- Huntingdon
- Ormstown
- Très-Saint-Sacrement
- Howick

Beauharnois-Salaberry
- Sainte-Martine

Roussillon
- Mercier
- Châteauguay

Hors MRC
- Kahnawake

### Montréal
Hors MRC
- Montréal
  - Arrondissement LaSalle
  - Arrondissement Lachine
- Montréal-Ouest
- Montréal
  - Arrondissement Côte-des-Neiges—Notre-Dame-de-Grâce
- Westmount
- Montréal
  - Arrondissement Ville-Marie
  - Arrondissement Le Plateau-Mont-Royal
  - Arrondissement Rosemont—La Petite-Patrie
  - Arrondissement Mercier—Hochelaga-Maisonneuve
- Montréal-Est
- Montréal
  - Arrondissement  Rivière-des-Prairies—Pointe-aux-Trembles

### Lanaudière
L'Assomption
- Repentigny
- Saint-Sulpice

D'Autray
- Lavaltrie
- Lanoraie
- Sainte-Geneviève-de-Berthier
- Berthierville
- Saint-Cuthbert
- Saint-Barthélemy

### Mauricie

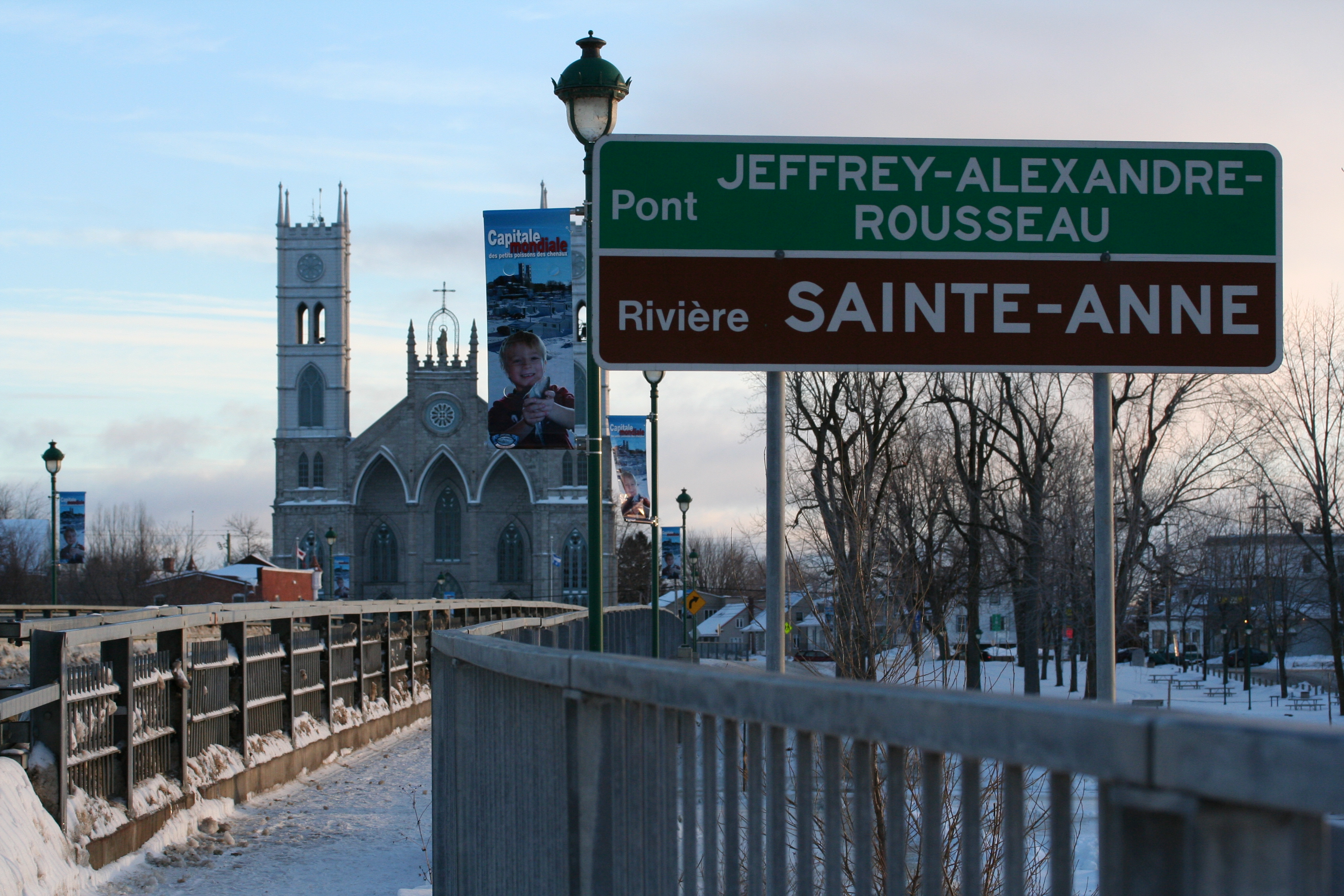
Pont Jeffrey-Alexandre-Rousseau à Sainte-Anne-de-la-Pérade

Maskinongé
- Maskinongé
- Louiseville
- Yamachiche

Hors MRC
- Trois-Rivières

Les Chenaux
- Champlain
- Batiscan
- Sainte-Anne-de-la-Pérade

### Capitale-Nationale
Portneuf
- Deschambault-Grondines
- Portneuf
- Cap-Santé
- Donnacona
- Neuville

Hors MRC
- Saint-Augustin-de-Desmaures
- Québec

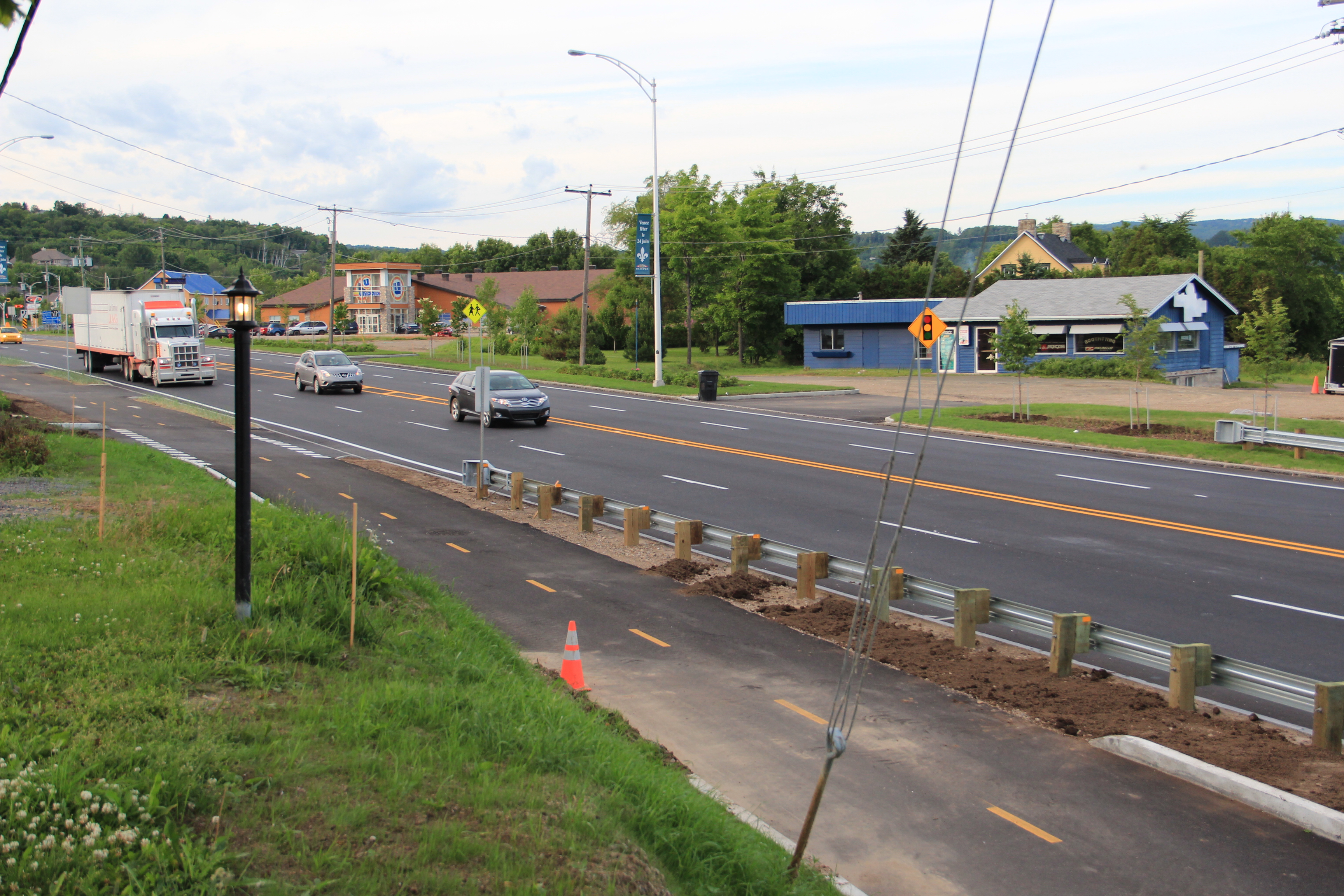
La route 138 à Beaupré

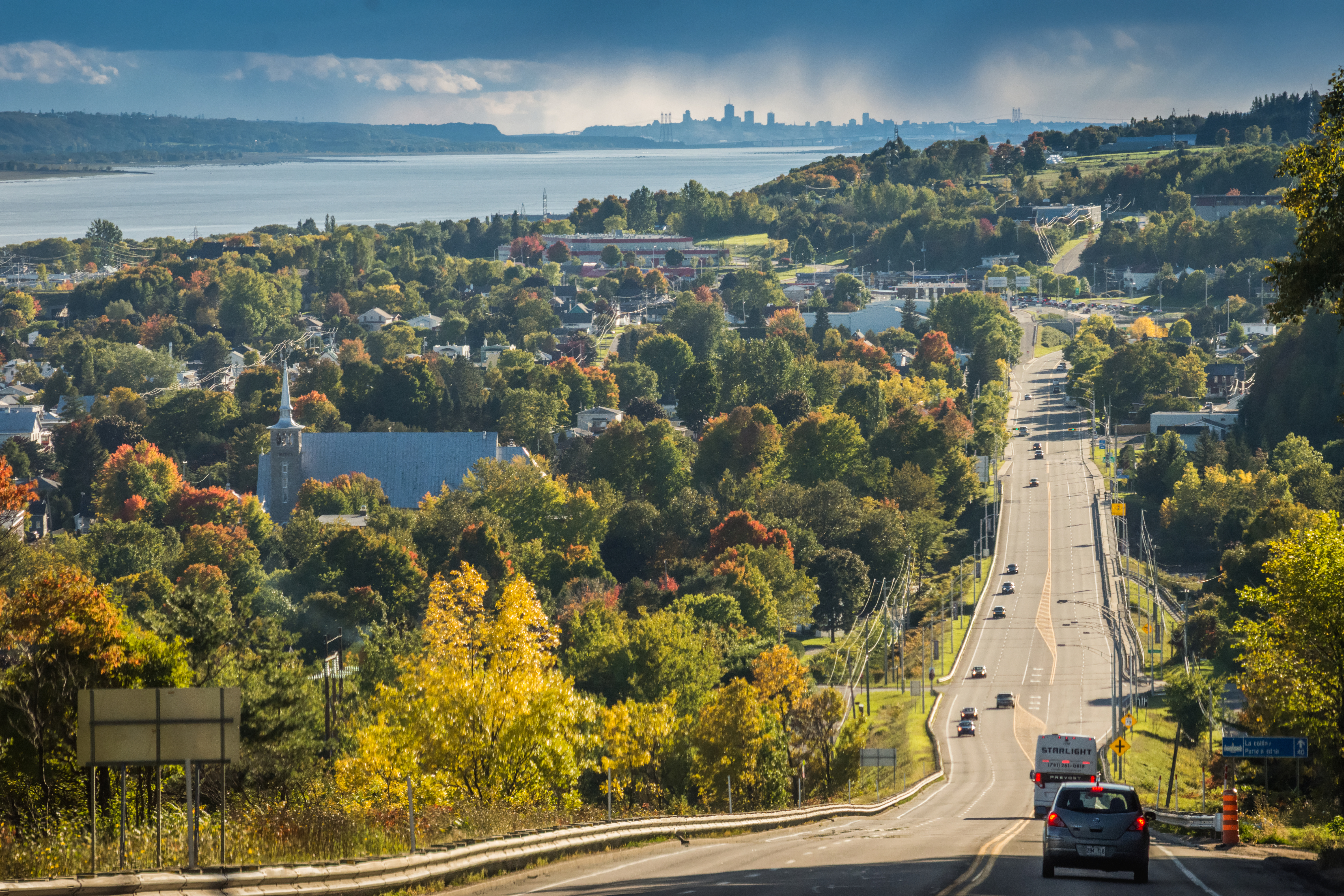
La route 138 avec Beaupré en avant-plan, par la suite, Sainte-Anne-de-Beaupré, puis en arrière-plan, la ville de Québec

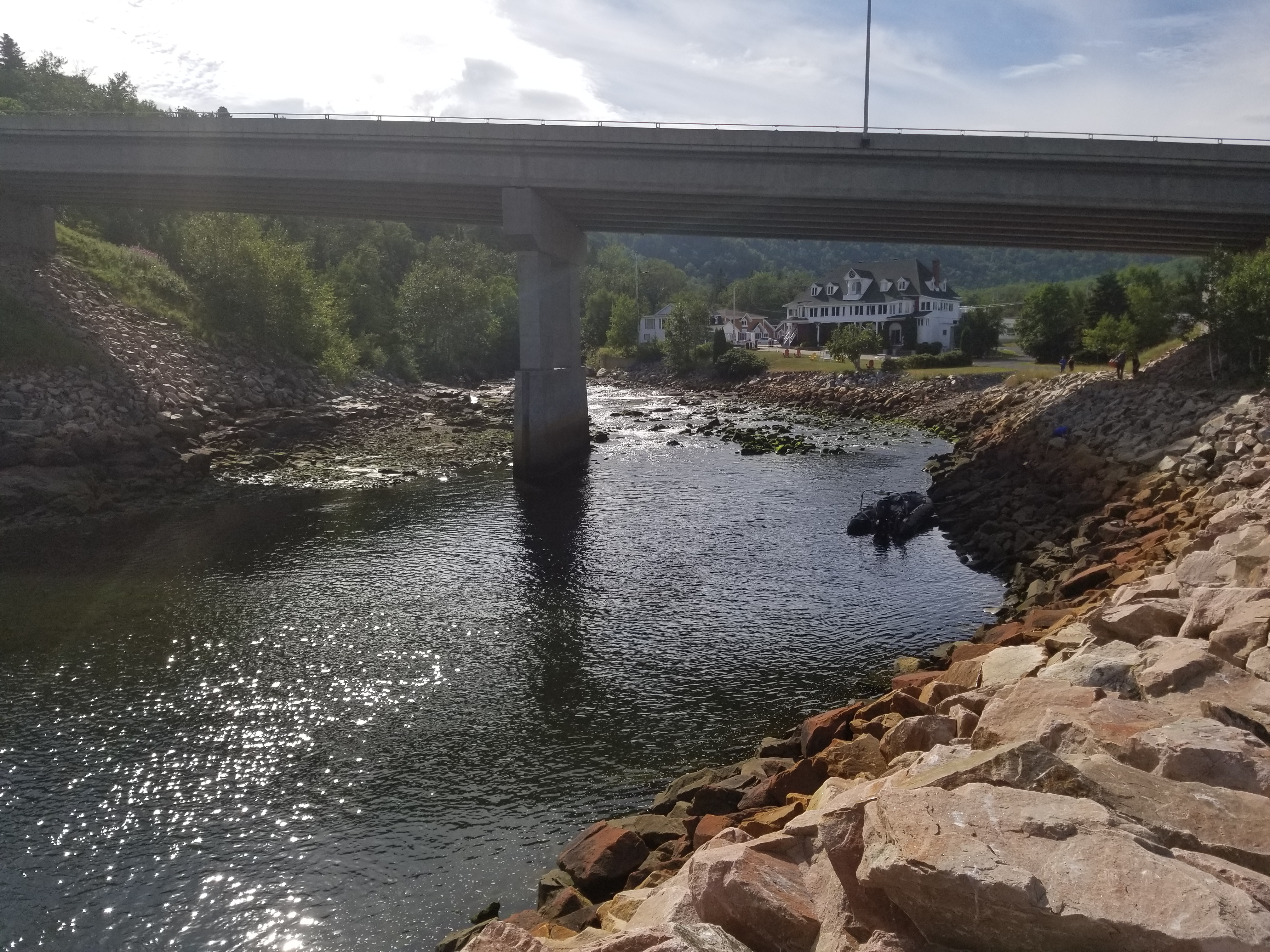
La pont de la route 138 au-dessus de la rivière Noire à Saint-Siméon

  - Arrondissement Sainte-Foy—Sillery—Cap-Rouge
- L'Ancienne-Lorette
- Québec
  - Arrondissement Les Rivières
  - Arrondissement La Cité—Limoilou
  - Arrondissement Beauport

La Côte-de-Beaupré
- Boischatel
- L'Ange-Gardien
- Château-Richer
- Sainte-Anne-de-Beaupré
- Beaupré
- Saint-Joachim
- Saint-Tite-des-Caps

Charlevoix
- Petite-Rivière-Saint-François
- Baie-Saint-Paul
- Saint-Urbain
- Saint-Hilarion

Charlevoix-Est
- La Malbaie
- Saint-Aimé-des-Lacs
- Clermont
- Saint-Siméon
- Baie-Sainte-Catherine

Traversée de la rivière Saguenay par le traversier

### Côte-Nord
La Haute-Côte-Nord
- Tadoussac
- Sacré-Cœur
- Les Bergeronnes
- Les Escoumins
- Longue-Rive
- Portneuf-sur-Mer
- Forestville
- Colombier

Manicouagan
- Pessamit
- Ragueneau
- Chute-aux-Outardes
- Pointe-aux-Outardes
- Pointe-Lebel
- Baie-Comeau
- Franquelin
- Godbout
- Baie-Trinité

Sept-Rivières
- Port-Cartier
- Sept-Îles
- Uashat
- Maliotenam

Minganie
- Rivière-au-Tonnerre
- Rivière-Saint-Jean
- Longue-Pointe-de-Mingan
- Mingan
- Havre-Saint-Pierre
- Baie-Johan-Beetz
- Aguanish
- Natashquan
- Nutashkuan

Le Golfe-du-Saint-Laurent

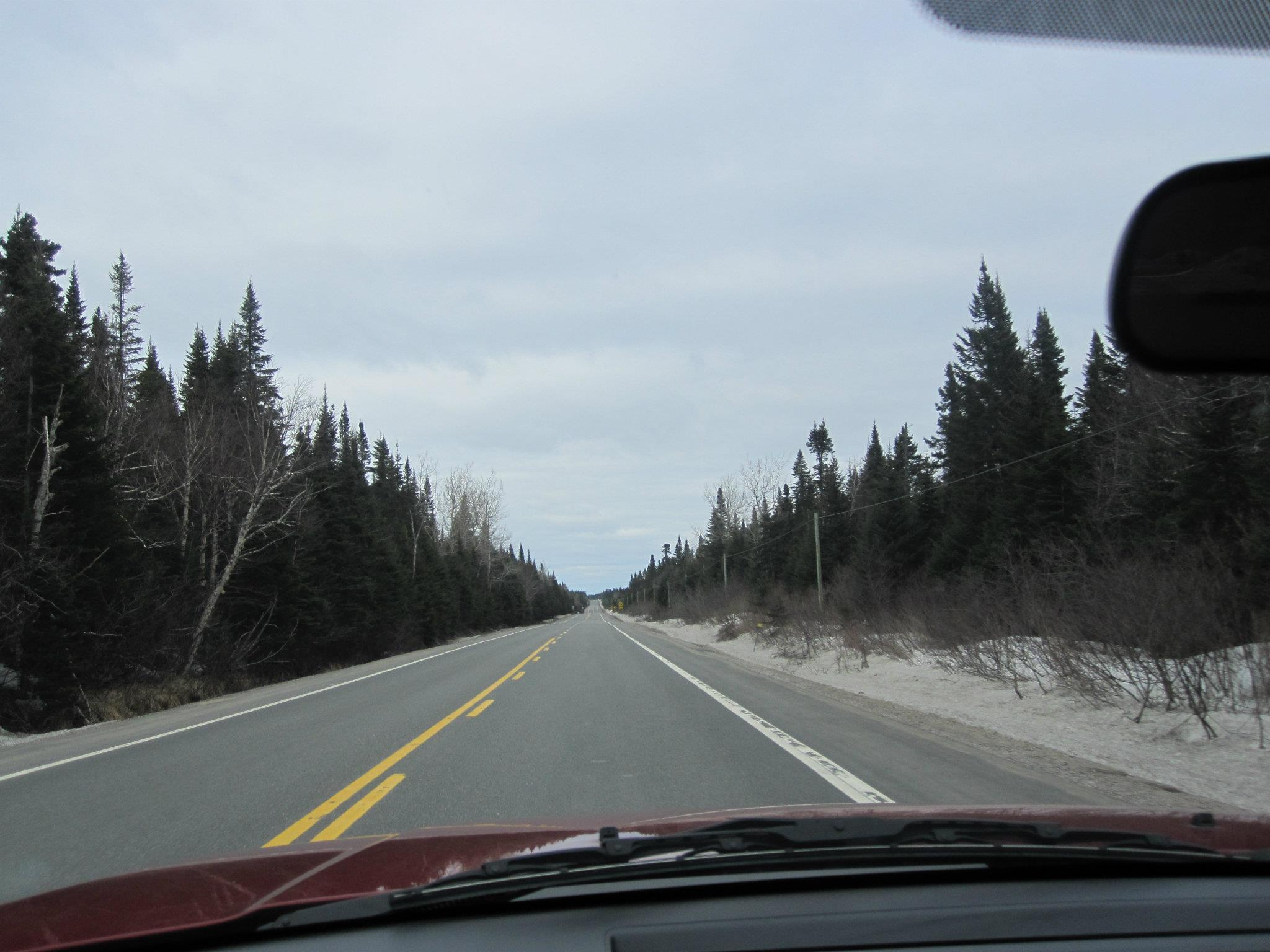
La route 138 à Pessamit

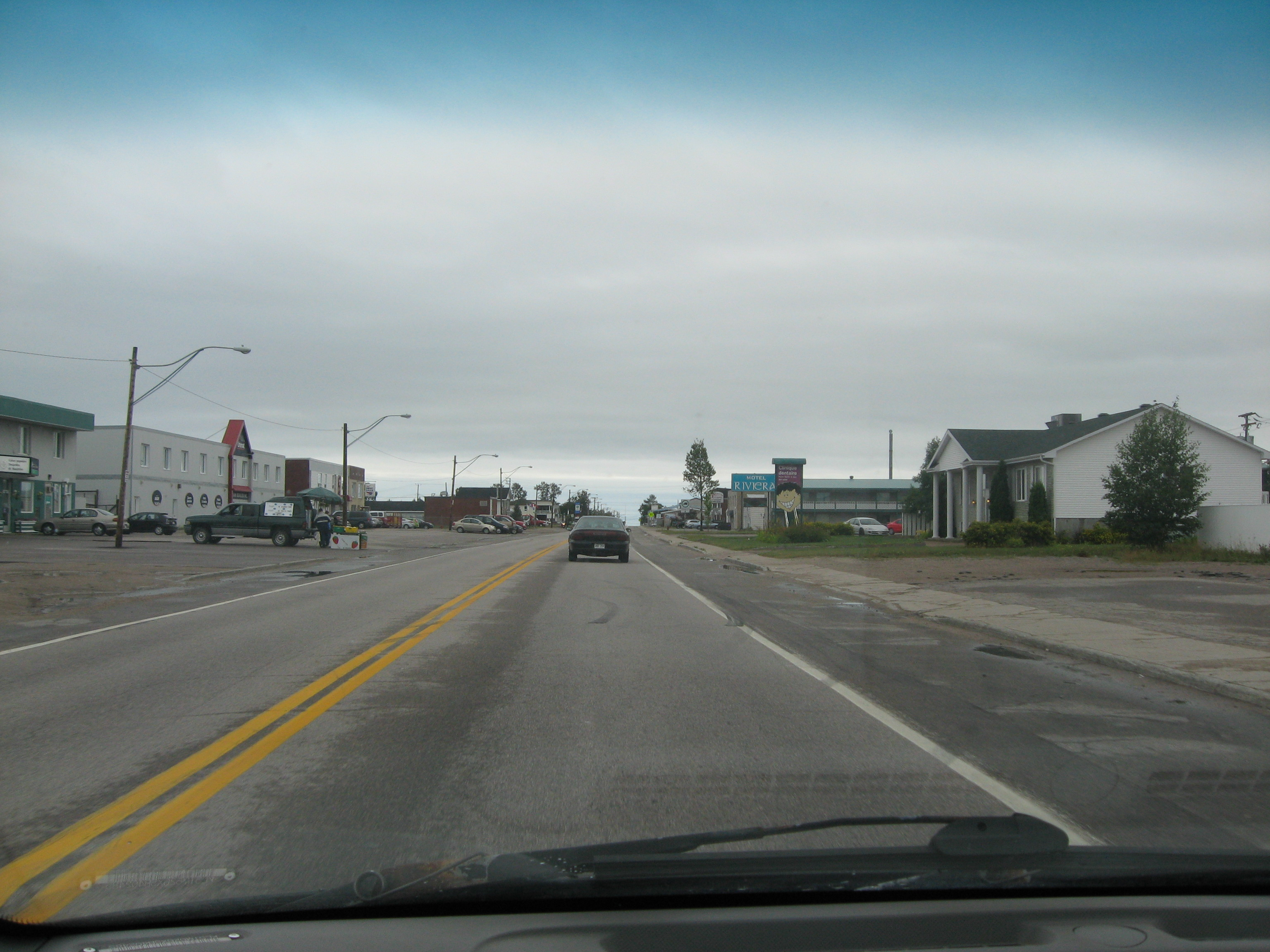
La route 138 à Chute-aux-Outardes

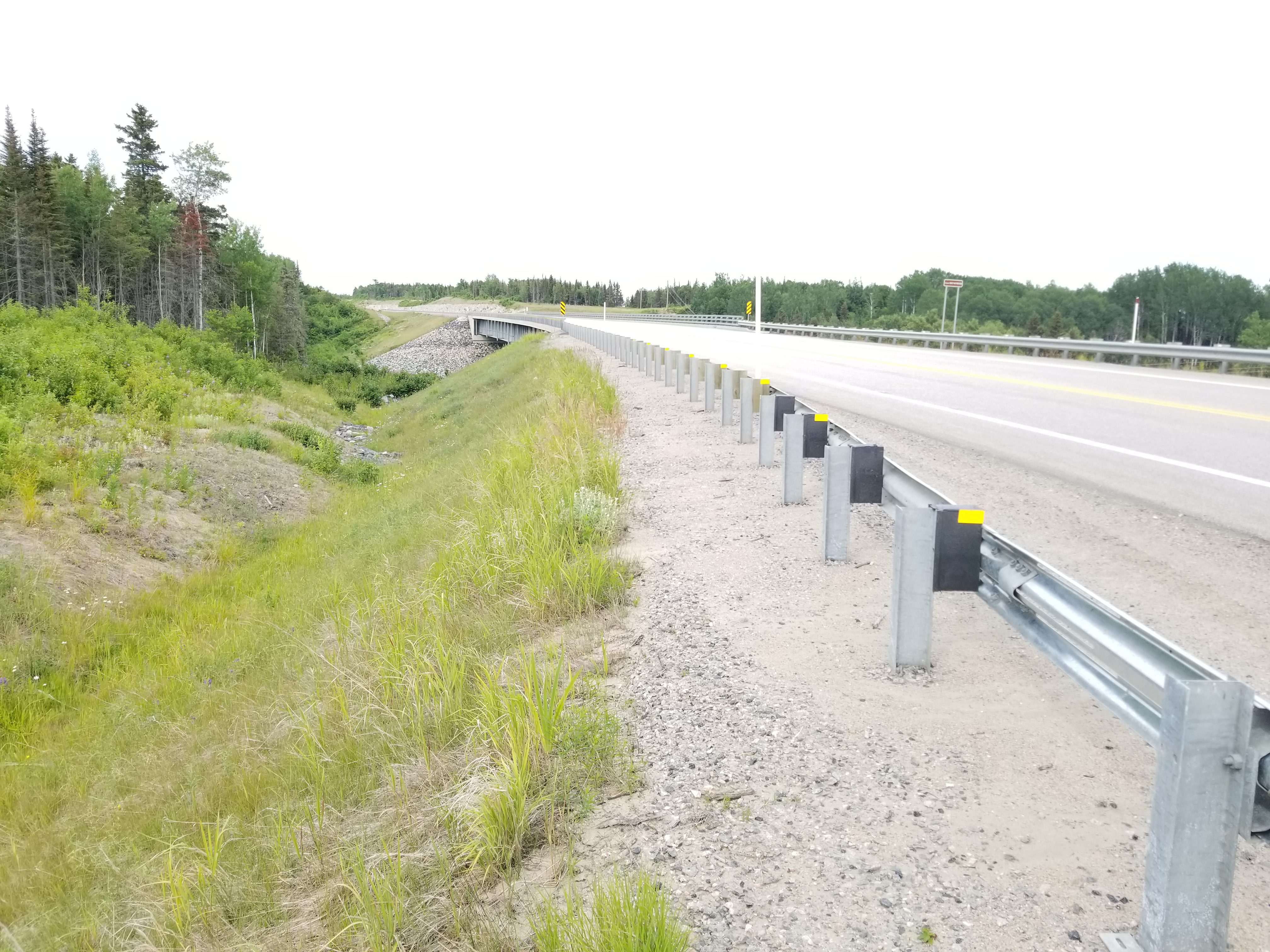
Le pont de la route 138 au-dessus de la rivière du Sault au Mouton à Longue-Rive

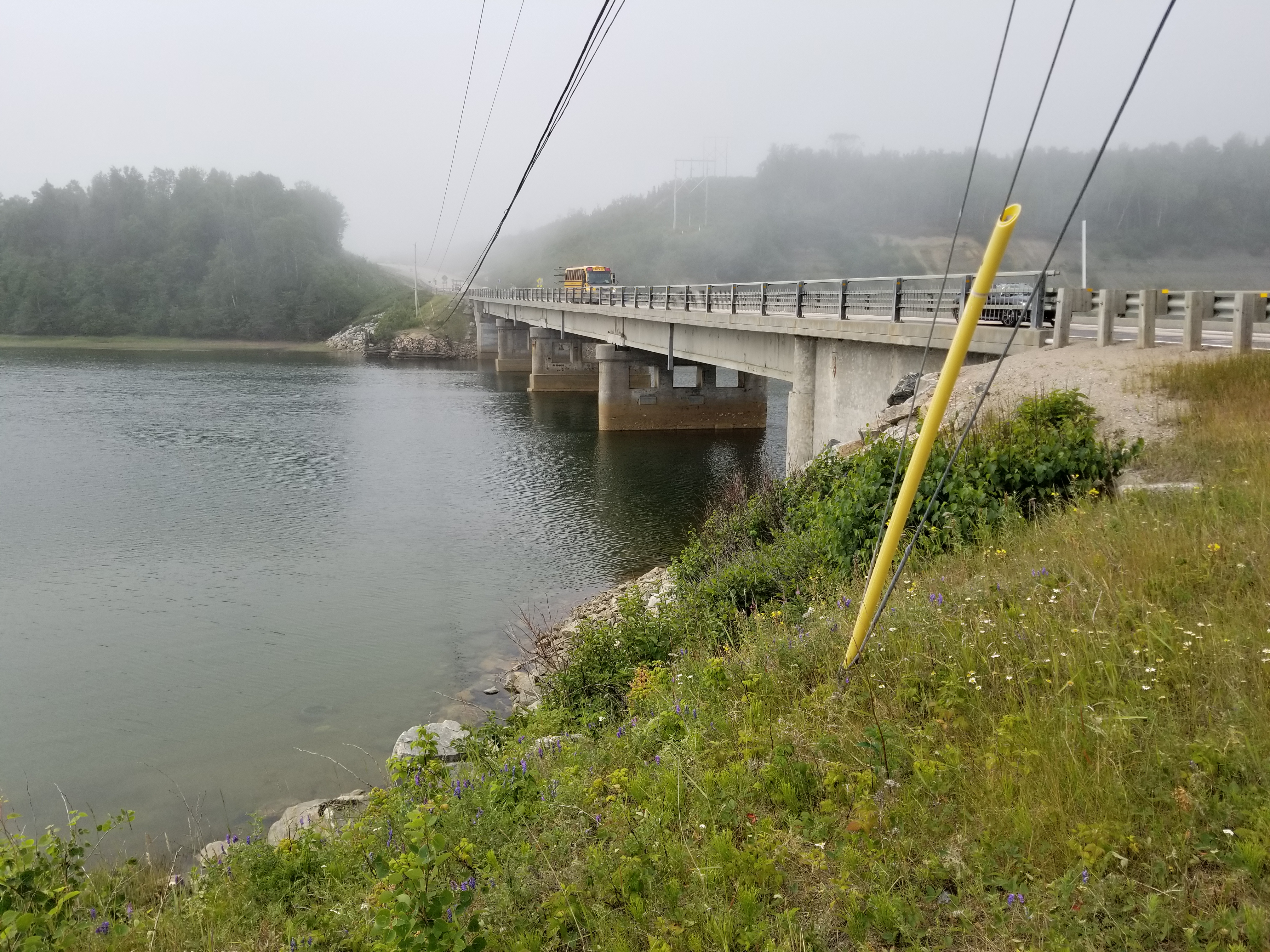
Le pont de la route 138 au-dessus de la rivière Portneuf à Portneuf-sur-Mer

- Côte-Nord-du-Golfe-du-Saint-Laurent (village Kegaska)

La Route est pour l'instant inachevée sur environ 400 km entre Kegaska et Vieux-Fort. Certains segments existent dans les secteurs:
- Côte-Nord-du-Golfe-du-Saint-Laurent (village La Romaine)
- Harrington Harbour
- Tête-à-la-Baleine
- Gros-Mécatina
- Saint-Augustin

La route reprend
- Vieux-Fort
- Bonne-Espérance
- Blanc-Sablon

## Intersections majeures
| MRC                                                             | Municipalité                              | km            | Sortie                                        | Destinations                                                                                     | Notes |
| --------------------------------------------------------------- | ----------------------------------------- | ------------- | --------------------------------------------- | ------------------------------------------------------------------------------------------------ | --- |
| Le Haut-Saint-Laurent                                           | Elgin                                     | 0,00          |                                               | NY 30 sud – Malone                                                                               | Continue dans l'État de New York |
| Le Haut-Saint-Laurent                                           | Elgin                                     | 0,00          | Frontière canado-américaine                   |                                                                                                  | |
| Le Haut-Saint-Laurent                                           | Huntingdon                                | 17,80         |                                               | R-202 est – Franklin, Hinchinbrooke                                                              | Terminus ouest du multiplex avec la R-202; Hinchinbrooke indiqué en direction ouest seulement                                                                |
| Le Haut-Saint-Laurent                                           | Huntingdon                                | 18,10         |                                               | R-202 ouest – Salaberry-de-Valleyfield, Sainte-Barbe, Saint-Anicet                               | Terminus est du multiplex avec la R-202; Saint-Anicet indiqué en direction ouest seulement                                                                   |
| Le Haut-Saint-Laurent                                           | Ormstown                                  | 32,80         |                                               | R-201 nord – Ormstown, Salaberry-de-Valleyfield                                                  | Terminus ouest du multiplex avec la R-201 |
| Le Haut-Saint-Laurent                                           | Ormstown                                  | 34,00         |                                               | R-201 sud – Franklin                                                                             | Terminus est du multiplex avec la R-201 |
| Le Haut-Saint-Laurent                                           | Tres-Saint-Sacrement                      | 51,00         |                                               | R-203 sud – Saint-Chrysostome                                                                    | Terminus nord de la R-203 |
| Beauharnois-Salaberry                                           | Sainte-Martine                            | 56,20         |                                               | R-205 sud – Saint-Urbain-Premier, Sainte-Clotilde                                                | Terminus ouest du multiplex avec la R-205 |
| Beauharnois-Salaberry                                           | Sainte-Martine                            | 57,30         |                                               | R-205 nord – Beauharnois                                                                         | Terminus est du multiplex avec la R-205 |
| Roussillon                                                      | Limite Mercier–Châteauguay                | 67,80         |                                               | A-30 / R-132 ouest – Vaudreuil-Dorion, Sorel-Tracy, Léry                                         | Terminus ouest du multiplex avec la R-132; sortie 38 de l'A-30                                                                                               |
| Kahnawake                                                       | Kahnawake                                 | 76,20         |                                               | R-207 sud / R-221 sud – Kahnawake, Saint-Isidore, Saint-Rémi                                     | |
| Kahnawake                                                       | Kahnawake                                 | 77,20         |                                               | R-132 est vers A-15 / A-30 / A‑730 – La Prairie, Sainte-Catherine, Saint-Constant                | A-15 et La Prairie indiqués en direction est, A-730, Sainte-Catherine et Saint-Constant indiqués en direction ouest; terminus est du multiplex avec la R-132 |
| Fleuve Saint-Laurent                                            | Fleuve Saint-Laurent                      | 77,50–79,10   | Pont Honoré-Mercier                           | Pont Honoré-Mercier                                                                              | Pont Honoré-Mercier |
| Montréal                                                        | Montréal                                  | 79,30         | 1                                             | Rue Airlie                                                                                       | Sortie direction est, entrée direction ouest |
| Montréal                                                        | Montréal                                  | 80,40         | 2                                             | Rue Clément / Rue Saint-Patrick                                                                  | |
| Montréal                                                        | Montréal                                  | 81,30         | 4                                             | A-20 ouest / 1re Avenue – Toronto, Aéroport P.E. Trudeau, Aéroport Mirabel                       | Terminus ouest du multiplex avec l'A-20; les numéros de sortie sont ceux de l'A-20                                                                           |
| Montréal                                                        | Montréal                                  | 81,30         | 63                                            | A-20 ouest / 1re Avenue – Toronto, Aéroport P.E. Trudeau, Aéroport Mirabel                       | Terminus ouest du multiplex avec l'A-20; les numéros de sortie sont ceux de l'A-20                                                                           |
| Montréal                                                        | Montréal                                  | 82,50         | 64                                            | A-20 est – Montréal (Centre-ville)                                                               | Terminus est du multiplex avec l'A-20; R-138 suit la Rue Saint-Jacques                                                                                       |
| Montréal                                                        | Montréal                                  | 84,00         |                                               | Boulevard Cavendish / Rue Saint-Jacques                                                          | La R-138 suit le Boulevard Cavendish |
| Montréal                                                        | Montréal                                  | 84,10         |                                               | Boulevard de Maisonneuve                                                                         | Sortie direction ouest, entrée direction est |
| Montréal                                                        | Montréal                                  | 84,40         |                                               | Rue Sherbrooke / Boulevard Cavendish                                                             | La R-138 suit la Rue Sherbrooke |
| Montréal                                                        | Montréal                                  | 86,20         |                                               | A-15                                                                                             | Sortie 64 de l'A-15 |
| Montréal                                                        | Montréal                                  | 90,40         |                                               | R-112 est (Rue Peel)                                                                             | Terminus ouest de la R-112 |
| Montréal                                                        | Montréal                                  | 92,20         |                                               | R-335 nord (Rue Saint-Denis)                                                                     | Terminus sud de la R-335 |
| Montréal                                                        | Montréal                                  | 92,40         |                                               | Rue Berri                                                                                        | Échangeur |
| Montréal                                                        | Montréal                                  | 93,50         |                                               | R-134 ouest (Avenue Papineau)                                                                    | Terminus est de la R-134; rues à sens-unique |
| Montréal                                                        | Montréal                                  | 93,80         |                                               | R-134 ouest (Avenue De Lorimier)                                                                 | Terminus est de la R-134; rues à sens-unique |
| Montréal                                                        | Montréal                                  | 96,60         |                                               | R-125 nord (Boulevard Pie-IX)                                                                    | Terminus sud de la R-125 |
| Montréal                                                        | Montréal                                  | 101,10        |                                               | A-25                                                                                             | Sortie 5 de l'A-25 |
| Montréal                                                        | Montréal                                  | 109,60        |                                               | Boulevard Henri-Bourassa                                                                         | |
| Montréal                                                        | Montréal                                  | 113,90        |                                               | Rue Notre-Dame                                                                                   | Carrefour giratoire; la R-138 suit la Rue Notre-Dame |
| Rivière des Prairies                                            | Rivière des Prairies                      | 114,10–115,80 | Pont Le Gardeur                               | Pont Le Gardeur                                                                                  | Pont Le Gardeur |
| L'Assomption                                                    | Repentigny                                | 116,00        |                                               | Vers R-344 / A-640                                                                               | |
| L'Assomption                                                    | Saint-Sulpice                             | 129,50        |                                               | R-343 nord vers A-40 – L'Assomption                                                              | Terminus sud de la R-343 |
| D'Autray                                                        | Lavaltrie                                 | 141,10        |                                               | R-131 nord – Joliette                                                                            | Terminus sud de la R-131 |
| D'Autray                                                        | Berthierville                             | 165,40        |                                               | R-158 ouest vers A-40 – Joliette                                                                 | Terminus ouest du multiplex avec la R-158 |
| D'Autray                                                        | Berthierville                             | 166,50        |                                               | R-158 est – La Visitation-de-l'Île-Dupas, Saint-Ignace-de-Loyola                                 | Terminus est du multiplex avec la R-158 |
| D'Autray                                                        | Berthierville                             | 172,30        |                                               | A-40 – Montréal, Trois-Rivières                                                                  | Sortie 151 de l'A-40 |
| Maskinongé                                                      | Louiseville                               | 189,90        |                                               | Chemin Caron Vers A-40                                                                           | Sortie 166 de l'A-40 |
| Maskinongé                                                      | Louiseville                               | 192,30        |                                               | R-348 ouest – Saint-Édouard-de-Maskinongé, Sainte-Ursule                                         | Terminus est de la R-348 |
| Maskinongé                                                      | Louiseville                               | 193,40        |                                               | R-349 nord – Saint-Alexis-des-Monts, Saint-Léon-le-Grand, Saint-Paulin                           | Terminus sud de la R-349 |
| Maskinongé                                                      | Louiseville                               | 198,20        |                                               | Vers A-40 – Montréal, Trois-Rivières                                                             | Carrefour giratoire; sortie 174 de l'A-40 |
| Maskinongé                                                      | Yamachiche                                | 202,80        |                                               | R-153 – Saint-Étienne-des-Grès, Saint-Barnabé                                                    | |
| Trois-Rivières                                                  | Trois-Rivières                            | 211,60        |                                               | A-40 – Montréal, Trois-Rivières                                                                  | Sortie 187 de l'A-40 |
| Trois-Rivières                                                  | Trois-Rivières                            | 224,50        |                                               | A-55 vers A-40 – Shawinigan, Montréal, Québec, Pont Laviolette                                   | Sortie 181 de l'A-55 |
| Trois-Rivières                                                  | Trois-Rivières                            | 227,20        |                                               | Boulevard de la Commune / Rue Royale                                                             | Carrefour giratoire de la Couronne; la R-138 suit la Rue Royale                                                                                              |
| Trois-Rivières                                                  | Trois-Rivières                            | 227,80        |                                               | Rue de la Vérendrye                                                                              | Terminus ouest de paires de rues à sens unique; la R-138 est suit la Rue de la Vérendrye puis la Rue Notre-Dame-Centre et la R-138 suit la Rue Royale        |
| Trois-Rivières                                                  | Trois-Rivières                            | 229,30        |                                               | Rue Laviolette / Rue Royale                                                                      | Terminus est de paires de rues à sens unique; la R-138 est suit la Rue Laviolette et la R-138 ouest suit la Rue Royale                                       |
| Trois-Rivières                                                  | Trois-Rivières                            | 231,10        |                                               | Pont Duplessis au-dessus de la Rivière Saint-Maurice (segment ouest)                             | Pont Duplessis au-dessus de la Rivière Saint-Maurice (segment ouest)                                                                                         |
| Trois-Rivières                                                  | Trois-Rivières                            | 231,50        |                                               | Île Saint-Christophe                                                                             | Échangeur; accès à l'Île Saint-Quentin et à l'Île Caron |
| Trois-Rivières                                                  | Trois-Rivières                            | 231,70        |                                               | Pont Duplessis au-dessus de la Rivière Saint-Maurice (segment est)                               | Pont Duplessis au-dessus de la Rivière Saint-Maurice (segment est)                                                                                           |
| Trois-Rivières                                                  | Trois-Rivières                            | 231,90        |                                               | R-157 nord (Rue Duplessis)                                                                       | Terminus sud de la R-157 |
| Les Chenaux                                                     | Champlain                                 | 249,70        |                                               | R-359 vers A-40 – Shawinigan, Saint-Luc-de-Vincennes                                             | Terminus sud de la R-359 |
| Les Chenaux                                                     | Batiscan                                  | 261,30        |                                               | R-361 nord vers A-40 – Sainte-Geneviève-de-Batiscan                                              | Terminus sud de la R-361; Sainte-Geneviève-de-Batiscan indiqué en direction ouest seulement                                                                  |
| Les Chenaux                                                     | Sainte-Anne-de-la-Pérade                  | 269,60        |                                               | R-159 nord vers A-40 – Saint-Prosper, Saint-Tite                                                 | Terminus sud de la R-159 |
| Portneuf                                                        | Deschambault-Grondines                    | 290,30        |                                               | R-363 nord vers A-40 – Saint-Marc-des-Carrières                                                  | Terminus sud de la R-363 |
| Portneuf                                                        | Cap-Santé                                 | 309,90        |                                               | R-358 est vers A-40 – Saint-Basile, Pont-Rouge                                                   | Terminus ouest de la R-358 |
| Portneuf                                                        | Cap-Santé                                 | 314,40        |                                               | 2e Rang vers A-40 – Québec, Montréal                                                             | Sortie 274 de l'A-40 |
| Portneuf                                                        | Neuville                                  | 323,00        |                                               | R-365 nord vers A-40 – Pont-Rouge, Saint-Raymond                                                 | Terminus sud de la R-365 |
| Québec                                                          | Saint-Augustin-de-Desmaures               | 338,00        |                                               | R-367 nord vers A-40 – Sainte-Catherine-de-la-Jacques-Cartier                                    | Terminus sud de la R-367 |
| Québec                                                          | Limite Saint-Augustin-de-Desmaures–Québec | 340,70        |                                               | A-40 – Québec, Montréal                                                                          | Sortie 298 de l'A-40; devient le Boulevard Wilfrid-Hamel |
| Québec                                                          | Québec                                    | 347,30        |                                               | A-540 sud / Route de l'Aéroport – Aéroport Jean-Lesage                                           | Terminus nord de l'A-540 |
| Québec                                                          | Québec                                    | 350,00        |                                               | A-40 / A-73 (Autoroute Henri-IV) – Pont Pierre-Laporte, Montréal                                 | Sortie 141 de l'A-40 / A-73 |
| Québec                                                          | Québec                                    | 353,00        |                                               | A-740 (Autoroute Robert-Bourassa) vers A-440                                                     | Sortie 7 de l'A-740 |
| Québec                                                          | Québec                                    | 355,50        |                                               | R-358 ouest (Boulevard Pierre-Bertrand)                                                          | Terminus est de la R-358 |
| Québec                                                          | Québec                                    | 357,30        |                                               | A-973 / R-175 vers A-40 – Saguenay, Québec (Centre-ville)                                        | Sortie 4 de l'A-973 / R-175 |
| Québec                                                          | Québec                                    | 357,80        |                                               | Boulevard Wilfrid-Hamel / Avenue Eugène-Lamontagne                                               | La R-138 suit l'Avenue Eugène-Lamontagne qui devient 18e Rue                                                                                                 |
| Québec                                                          | Québec                                    | 360,00        |                                               | R-360 est (Chemin de la Canardière) / 18e Rue, Boulevard Sainte-Anne                             | La R-138 suit le Chemin de la Canadière sur un coin de rue et ensuite le Boulevard Sainte-Anne; terminus ouest de la R-360                                   |
| Québec                                                          | Québec                                    | 362,30        |                                               | Boulevard François-de-Laval vers A-440 ouest – Québec (Centre-ville)                             | Intersection à niveau sur l'A-440 |
| Québec                                                          | Québec                                    | 363,50        |                                               | Vers A-440 / Rue du Manège, Boulevard des Chutes – Québec (Centre-ville), Sainte-Anne-de-Beaupré | Sortie 27 de l'A-440 |
| Québec                                                          | Québec                                    | 367,70        |                                               | R-368 est – Île d'Orléans                                                                        | Terminus ouest de l'A-40; terminus ouest de la R-368; sortie 325 de l'A-40;                                                                                  |
| Québec                                                          | Québec                                    | 367,70        | A-40 ouest vers A-440 – Québec (Centre-ville) |                                                                                                  | Terminus ouest de l'A-40; terminus ouest de la R-368; sortie 325 de l'A-40;                                                                                  |
| La Côte-de-Beaupré                                              | Sainte-Anne-de-Beaupré                    | 392,80        |                                               | R-360 ouest (Rue de la Visitation)                                                               | Terminus ouest du multiplex avec la R-360 |
| La Côte-de-Beaupré                                              | Sainte-Anne-de-Beaupré                    | 394,60        |                                               | R-360 est – Mont Sainte-Anne, Saint-Férréol-les-Neiges                                           | Échangeur; terminus est du multiplex avec la R-360 |
| La Côte-de-Beaupré                                              | Saint-Tite-des-Caps                       | 416,50        |                                               | R-360 ouest – Mont Sainte-Anne, Saint-Férréol-les-Neiges                                         | Terminus est de la R-360 |
| Charlevoix                                                      | Baie-Saint-Paul                           | 450,60        |                                               | R-362 est – Les Éboulements, L'Isle-aux-Coudres                                                  | Échangeur; terminus ouest de la R-362 |
| Charlevoix                                                      | Baie-Saint-Paul                           | 462,10        |                                               | R-381 nord – Saint-Urbain, Saguenay                                                              | Saguenay indiqué en direction ouest seulement; terminus sud de la R-381                                                                                      |
| Charlevoix-Est                                                  | La Malbaie                                | 500,20        |                                               | R-362 ouest – Les Éboulements, Saint-Irénée                                                      | Les Éboulements indiqué en direction est, Saint-Irénée indiqué en direction ouest; terminus est de la R-362                                                  |
| Charlevoix-Est                                                  | Saint-Siméon                              | 535,20        |                                               | Rue du Festival – Quai de Saint-Siméon                                                           | Traversier vers Rivière-du-Loup |
| Charlevoix-Est                                                  | Saint-Siméon                              | 535,80        |                                               | R-170 ouest – L'Anse-Saint-Jean, Saguenay                                                        | L'Anse-Saint-Jean indiqué en direction est seulement; terminus est de la R-170                                                                               |
| Rivière Saguenay                                                | Rivière Saguenay                          | 571,80        | Traversier Baie-Sainte-Catherine–Tadoussac    | Traversier Baie-Sainte-Catherine–Tadoussac                                                       | Traversier Baie-Sainte-Catherine–Tadoussac |
| La Haute-Côte-Nord                                              | Tadoussac                                 | 579,90        |                                               | R-172 ouest – Sacré-Cœur, Saguenay                                                               | Terminus est de la R-172 |
| La Haute-Côte-Nord                                              | Les Escoumins                             | 612,30        |                                               | Rue de la Réserve – Quai des Escoumins                                                           | Traversier vers Trois-Pistoles |
| La Haute-Côte-Nord                                              | Forestville                               | 670,70        |                                               | Rue Verrault / 1re Avenue – Quai de Forestville                                                  | Traversier vers Rimouski |
| La Haute-Côte-Nord                                              | Forestville                               | 672,40        |                                               | R-385 nord – Bersimis-Un, Bersimis-Deux                                                          | Terminus sud de la R-385 |
| Manicouagan                                                     | Pointe-Lebel                              | 758,60        |                                               | Chemin de la Scierie / Rue Granier – Pointe-Lebel                                                | Carrefour giratoire |
| Manicouagan                                                     | Baie-Comeau                               | 767,80        |                                               | R-389 nord – Fermont, Terre-Neuve-et-Labrador                                                    | Terminus sud de la R-389 |
| Manicouagan                                                     | Baie-Comeau                               | 770,90        |                                               | Avenue Damase-Potvin / Boulevard La Salle – Quai de Baie-Comeau                                  | Traversier vers Matane |
| Manicouagan                                                     | Baie-Comeau                               | 776,20        |                                               | Route Maritime – Quai de Baie-Comeau                                                             | Traversier vers Matane |
| Manicouagan                                                     | Franquelin                                | 811,60–811,90 |                                               | Tunnel Saint-Nicolas                                                                             | Tunnel Saint-Nicolas |
| Manicouagan                                                     | Godbout                                   | 826,50        |                                               | Rue Mgr-Labrie – Quai de Godbout                                                                 | Traversier vers Matane |
| Sept-Rivières                                                   | Sept-Îles                                 | 1 003,00      |                                               | Rue Retty – Quai de Sept-Îles                                                                    | Traversier vers Rimouski et Port-Menier |
| Sept-Rivières                                                   | Sept-Îles                                 | 1 010,70      |                                               | Aéroport de Sept-Îles                                                                            | |
| Minganie                                                        | Havre-Saint-Pierre                        | 1 218,50      |                                               | Rue de l'Escale – Quai de Havre-Saint-Pierre                                                     | Traversier vers Port-Menier et Natashquan |
| Minganie                                                        | Natashquan                                | 1 368,80      |                                               | Chemin des Robin – Quai de Natashquan                                                            | Traversier vers Havre-Saint-Pierre et Kegaska |
| Le Golfe-du-Saint-Laurent                                       | Kegaska                                   | 1 420,00      |                                               | Chemin Jacques-Cartier – Quai de Kegaska, Aéroport de Kegaska                                    | Terminus est (segment principal); traversier vers Natashquan et La Romaine                                                                                   |
| Tronçon manquant de 150 km                                      |                                           |               |                                               |                                                                                                  | |
| Le Golfe-du-Saint-Laurent                                       | Tête-à-la-Baleine                         | 0,00          |                                               | Aéroport de Tête-à-la-Baleine                                                                    | Terminus ouest (segment Tête-à-la-Baleine) |
| Le Golfe-du-Saint-Laurent                                       | Tête-à-la-Baleine                         | 17,10         |                                               | Quai de Tête-à-la-Baleine                                                                        | Terminus est (segment Tête-à-la-Baleine); traversier vers Harrington Harbour et La Tabatière                                                                 |
| Tronçon manquant de 150 km                                      |                                           |               |                                               |                                                                                                  | |
| Le Golfe-du-Saint-Laurent                                       | Vieux-Fort                                | 0,00          |                                               | Quai de Vieux-Fort                                                                               | |
| Le Golfe-du-Saint-Laurent                                       | Blanc-Sablon                              | 67,90         |                                               | Avenue Jacques-Cartier – Quai de Blanc-Sablon                                                    | Traversier vers Saint-Augustin et Sainte-Barbe, TNL |
| Le Golfe-du-Saint-Laurent                                       | Blanc-Sablon                              | 71,40         |                                               | Route 510 est – L'Anse-au-Clair                                                                  | Continue à Terre-Neuve-et-Labrador |
| - Terminus de multiplex - Accès incomplet - Transition de route |                                           |               |                                               |                                                                                                  | |